# 2020年の政治
< 2019年 | 2020年の政治 | 2021年 >
2020年の政治（2020ねんのせいじ）では、2020年の政治分野で起きた、または予定されている出来事についてまとめる。なお、国旗が無い記述は日本における出来事である。

## 出来事

### 通年
- 世界的な新型コロナウイルス感染症の流行の影響で、予定の変更が相次いだ

### 1月
- 1日
  -  スイスの連邦参事会で、シモネッタ・ソマルーガが連邦大統領に、ギー・パルムランが連邦副大統領に就任[1]。
  -  オーストリアで、第1党の国民党と第4党の緑の党が連立政権の樹立で合意[2]。7日、セバスティアン・クルツが首相に再任[3]。
- 2日
  -  大韓民国の文在寅大統領は、法務部長官に与党「共に民主党」の秋美愛前代表を任命[4]。
  -  タイの国王ラーマ10世は、スラユット・チュラーノン元首相を枢密院議長に任命[5]。
  -  アルジェリアでアブデラジズ・ジェラドを首相とする新内閣が発足[6]。
- 3日
  -  北マケドニアのゾラン・ザエフ首相が辞任を表明し、4月12日に総選挙を前倒しすることを決定[7]。ステボ・ペンダロフスキ大統領は、オリヴェル・スパソフスキ内務大臣を選挙管理内閣の首相に任命し、議会はこれを賛成多数で承認[8][9]。
  -  マレーシアのマズリー・マリク（英語版）教育大臣が辞任[10]。
  -  スペイン中央選挙管理委員会は、カタルーニャ自治州のキム・トーラ首相から州議会議員の地位を剥奪することを決定（その場合、自治政府首相である資格を失う）。トーラは決定を拒否[11]。
- 4日
  -  中国政府は、王志民（中国語版、英語版）駐香港連絡弁公室主任を更迭し、駱恵寧前共産党山西省委員会書記に交代させた[12]。
  -  中国共産党中央規律検査委員会は、元陝西省党委員会書記の趙正永（中国語版）が「党中央の決定や手配を重視しなかった」などとして党籍剥奪処分にすると発表[13]。
- 5日
  -  クロアチア大統領選挙（英語版）の決選投票。ゾラン・ミラノヴィッチ元首相が得票率52.7%で当選。現職のコリンダ・グラバル＝キタロヴィッチは47.3%[14]。
  -  スペイン下院はペドロ・サンチェスを首相として承認する投票を実施し、賛成166、反対165、棄権18票で議会過半数の176票に届かず否決[15]。7日の2回目投票で、賛成167、反対165で承認[16]。
  -  ウズベキスタン総選挙（英語版）の第2回目投票を執行。第1回目との合計で与党ウズベキスタン自由民主党は53議席で最多、ウズベキスタン国民復興民主党が36議席[17]。
  -  ベネズエラ議会にて、治安部隊が野党議員の入場を妨害。その間、与党などだけで議長選を強行し、与党・統一社会党のルイス・パラ（英語版）議員を選出。野党側は無効を訴えフアン・グアイドを別の投票で議長に再選[18]。
- 6日 -  マーシャル諸島議会は次期大統領にデービッド・カブアを選出。現職のヒルダ・ハイネを20対12で下す[19]。
- 7日
  - 下地幹郎衆院議員が日本維新の会に離党届を提出[20]。8日、維新は離党届を受理せず除名処分とした[21]。11日、日本維新の会沖縄県総支部は、代表の下地の除名を受け、県総支部を解散する方針を全会一致で決定[22]。
  -  イラン議会は、イスラム革命防衛隊ゴドス部隊のガーセム・ソレイマーニー司令官が米軍に殺害されたことをめぐり、すべての米軍部隊を「テロリスト」に指定する法案を可決[23]。
- 8日
  - 社会民主党は10日告示予定の党首選を当面延期することを決定[24]。
  -  サンマリノにて新政権（行政評議会）が発足[25]。
- 9日
  -  モザンビークのフィリペ・ニュシ大統領は、2019年総選挙で議員として当選したカルロス・アゴスティーニョ・ド・ロザーリオ首相、5人の大臣、2人の州知事、政府顧問1人を13日の議員就任を前に解任。同国憲法では議員が公職と兼ねることができないことが理由とされたが[26]、結局は17日にロザーリオを首相に再任[27]。
  -  イギリス下院は欧州連合離脱案を賛成330、反対231票で可決[28]。
- 10日
  -  オマーン国王カーブース・ビン・サイード（首相兼任）が崩御（79歳没）[29]。
  -  アブハジア最高裁判所は、2019年大統領選挙（英語版）の決選投票において過半数に達した候補者がいなかったため、ラウリ・ハジムバ大統領を当選者とした選挙結果を破棄し、再選挙を命令。ハジムバは拒否したが[30]、12日に大統領辞任を表明。3月22日に大統領選挙を実施へ[31]。
  -  チュニジア議会は、ハビーブ・ジェムリ（フランス語版）内閣に対する信任投票を行い、不信任134、信任72、棄権3で不信任[32]。
- 11日
  -  オマーン政府はカーブース前国王の従兄弟に当たるハイサム・ビン・ターリク・アール＝サイード（遺産文化大臣）が新国王に践祚したことを告示（発表）した[33]。
  -  2020年中華民国総統選挙と第十回中華民国立法委員選挙のダブル国政選挙が執行され、総統選挙に於いては現職で民主進歩党公認の蔡英文が中国国民党公認の韓国瑜（高雄市長）に勝利し、2016年に続いて再選を果たした[34]。立法委員選挙では、民主進歩党が61議席で過半数を維持。国民党は38議席[35]。選挙後、国民党の呉敦義主席は敗北の責任を取り辞任を表明[36]。
  -  イギリス領北アイルランドにて、民主統一党とシン・フェイン党を中心とする自治政府が約3年ぶりに復活。首相には民主統一党のアーリーン・フォスター（英語版）党首が就任[37]。
  -  マルタの与党労働党（英語版）がロベルト・アベラを党首に選出。13日に首相に就任[38]。
- 13日
  -  大韓民国国会は丁世均前国会議長を次期国務総理（首相）とする任命同意案を賛成多数で承認[39]、14日就任[40]。
  -  パキスタン高等裁判所は、昨年12月に特別裁判所が下したパルヴェーズ・ムシャラフ元大統領に対する死刑判決を撤回し、裁判をやり直すよう命令[41]。
- 14日
  - 東京地方検察庁特別捜査部は、秋元司衆議院議員を収賄容疑で再逮捕し、併せて1回目に逮捕した際の収賄罪で起訴[42]。
  -  アイルランドのレオ・バラッカー首相は、2月8日に前倒しで総選挙（英語版）を行うと表明[43]。
- 15日 -  ロシアのドミートリー・メドヴェージェフ首相は、内閣総辞職を表明。ウラジーミル・プーチン大統領は新内閣発足までの職務継続を要請、メドヴェージェフを新設するロシア連邦安全保障会議の副議長に充てる意向を表明[44]。また新首相には連邦税務局長官のミハイル・ミシュスティンを指名[45]。16日、下院議会はミシュスティンを首相と承認する人事案を賛成383、棄権41票で承認[46]。
- 16日
  - 無所属の笠浩史衆院議員が会派「立憲民主・国民・社保・無所属フォーラム」に入会[47]。
  -  自身の妻の殺害事件への関与が取り沙汰されているレソトのトーマス・タバネ（英語版）首相が辞任表明[48]。
  -  グアテマラのアレハンドロ・ジャマテイ大統領がベネズエラとの国交断絶を宣言[49]。
- 17日
  -  自身のものとされる大統領批判の音声データが波紋を呼んでいるウクライナのオレクシー・ホンチャルク首相がウォロディミル・ゼレンスキー大統領に辞表提出、ゼレンスキーは受理せず慰留[50]。
  -  大韓民国のソウル東部地方検察庁は、曺国前法務部長官を職権乱用の罪で在宅起訴[51]。
- 18日 - 日本共産党第28回大会が閉幕。志位和夫委員長と小池晃書記局長の続投を決めるとともに、新設の筆頭副委員長に山下芳生、政策委員会責任者に田村智子を新たに選出[52]。
- 19日
  - 大津市長選挙を執行。元滋賀県議の佐藤健司が初当選[53]。
  -  複数の報道機関が、北朝鮮の消息筋による情報として、李容浩が北朝鮮の外務大臣を解任され、李善権が後任に指名されたと報道[54][55]。
  -  コモロ総選挙（英語版）の第1回目投票を執行。野党はボイコットし、19議席中、コモロ改革会議（英語版）が17議席で勝利。残り5議席は2月23日に投票[56]。
- 20日
  - 第201回国会（常会）召集[57]。
  -  コソボの議会第1党ヴェテヴェンドシェ!がアルビン・クルティ党首を新首相候補に決定したことをハシム・サチ大統領に通知。サチはクルティを新首相に指名[58]。
  -  ノルウェーのシーヴ・イェンセン財務大臣は、政府がISILと関わっている可能性のある女性と彼女の子どもたちを帰国させる決定を下したことに反発して辞任を表明し、党首を務めている進歩党は連立政権から離脱することを表明[59]。
  -  チュニジアのカイス・サイード大統領は、エリエス・ファフファーフ（英語版）元財務相、元観光相に組閣を要請[60]。
- 21日
  -  レバノンでハッサン・ディアブ政権が発足[61]。
  -  タイの憲法裁判所は「立憲君主制の転覆を企てている」との疑いがかけられた野党第2党「新未来党」について、証拠が不十分として解党を求める訴えを棄却[62]。
  -  ボリビア議会は、昨年11月に失脚・亡命したエボ・モラレス前大統領の辞任を正式に承認[63]。
  -  中国の天津中級人民法院は、国際刑事警察機構前総裁の孟宏偉に対し収賄罪で懲役13年6月、罰金200万元を言い渡した[64]。
- 22日
  - 国民民主党の津村啓介副代表は、20日の両院議員総会について「議事を混乱させた」などとして、副代表職の進退伺を提出。29日、党はこれを受理し津村を解任[65][66]。
  -  金正官が北朝鮮の人民武力相に就任したことが判明[67]。
  -  ギリシャ議会は次期大統領にカテリナ・サケラロプルを選出[68]。
  -  イタリアの最大与党五つ星運動のルイジ・ディマイオ（英語版）党首が辞任[69]。
- 23日 -  欧州連合からの離脱を実施する法律（英語版）がエリザベス女王の裁可を受けて成立[70]。
- 26日 -  ペルー総選挙（英語版）を執行。人民勢力党が第1党の座を失う[71]。
- 27日 -  スロベニアのアンドレイ・ベルトンチェリ（スロベニア語版）財務大臣、マリヤン・シャレツ首相が立て続けに辞任表明、早期の解散総選挙を呼びかけ[72]。
- 28日
  -  カタールのアブドッラー・ビン・ナーセル・ビン・ハリーファ・アール＝サーニー首相が辞任。タミーム首長はハーリド・ビン・ハリーファ・ビン・アブドゥルアズィーズ・アール＝サーニー（アラビア語版）を後任に指名、内務大臣も兼任[73]。
  -  ペルーの裁判所は野党人民勢力党のケイコ・フジモリ党首の15カ月間の身柄拘束を命じた[74]。
  -  イスラエルのベンヤミン・ネタニヤフ首相は、国会に対し求めていた自身に対する免責決議の要求を取り下げた。これを受け検察は収賄などの罪でネタニヤフを正式に起訴[75]。
- 29日
  -  欧州議会はイギリスの欧州連合離脱協定案を賛成621、反対49票で承認、2月1日午前0時（ベルギー時間、イギリス時間1月31日23時）のEU離脱が確定[76]。
  -  大韓民国のソウル中央地方検察庁は、大統領府による蔚山市長選挙介入疑惑で、白元宇元大統領府民情秘書官や宋哲鎬（朝鮮語版）蔚山市長ら計13人を公職選挙法違反の罪で在宅起訴[77]。
- 30日 - 参議院本会議で令和元年度補正予算の採択が行われ、与党などの賛成多数で可決、成立。この際、国民民主党の増子輝彦と羽田雄一郎が党の方針に造反して賛成票を投じた。院内会派の桜井充も賛成した。28日の衆議院本会議での採決でも羽田と同じ長野県内選出の篠原孝、下条みつが党の方針に反して棄権した[78][79]。2月5日、党は増子を役職停止、羽田を厳重注意とする処分を決定。これを受け増子は幹事長代行を辞任[80]。
- 31日
  -  午後11時をもってイギリスの欧州連合離脱が実施された[81]。
  -  ベルギーで新政権に向けた情報提供者(informateurs)に指定されていたジョルジュ＝ルイ・ブシェーズ（フランス語版）改革運動党首とヨアヒム・コーエン（フランス語版）キリスト教民主フラームス党首が退任。国王フィリップは新政権樹立のためクーン・ヘーンス（英語版）副首相兼法相に協議するよう要請[82]。

### 2月
- 1日 -  イラクのバルハム・サリフ大統領は、首相候補にムハンマド・アッラーウィ（英語版）元通信相を指名[83]。
- 2日 - 京都市長選挙を執行。現職の門川大作が4選[84]。
- 3日
  -  コソボ議会は、首班をアルビン・クルティとする新政権を120議席中賛成66票で承認。反対派は退席し反対10票[85]。
  -  マラウイの憲法裁判所は、2019年5月執行の大統領選挙（英語版）で投票用紙に改ざん行為があったとして結果を無効とし、150日以内に再選挙を行うよう命令[86]。
- 4日
  -  オーストラリア連立与党国民党の党首選が行われ、マイケル・マコーマック（英語版）党首がバーナビー・ジョイス元党首に勝利し再選[87]。
  -  南アフリカの裁判所は、資金洗浄などの罪に問われているジェイコブ・ズマ前大統領の逮捕状を発付[88]。
- 5日
  -  ルーマニア議会はルドビク・オルバン首相に対する不信任決議を賛成261、反対139票で必要な233票を上回り可決[89]。翌6日、クラウス・ヨハニス大統領はオルバンに再組閣を指示[90]。
  -  ドナルド・トランプ米大統領の「ウクライナ疑惑」をめぐる上院の弾劾裁判は、「権力乱用」については有罪48人、「議会妨害」については有罪47人と、罷免に必要な3分の2（67票）以上の有罪票が得られず、無罪評決となった[91]。
  -  ドイツチューリンゲン州議会は自由民主党のトーマス・ケメリッヒ（英語版）を州首相に選出。しかし、州議会での投票で極右ドイツのための選択肢から票を得たことに批判が殺到し、就任からわずか1日で辞任 に追い込まれた[92]。
- 7日 -  ベトナム共産党政治局は、副首相在任中の不正行為を理由にホアン・チュン・ハイ（ベトナム語版）ハノイ市党委員会書記を更迭。後任にヴオン・ディン・フエ副首相が就任[93]。
- 8日 -  アイルランド総選挙（英語版）を執行。共和党が38議席、シン・フェイン党が37議席、統一アイルランド党が35議席となり、シン・フェイン党が躍進[94]。
- 9日
  -  アフリカ連合の2020年度総会連合議長に南アフリカ大統領のシリル・ラマポーザ就任[95]。
  - 前橋市長選挙を執行。現職の山本龍が3回目の当選[96]。
  -  アゼルバイジャン総選挙（英語版）が行われ、与党「新アゼルバイジャン党」が過半数を確保し勝利した[97]。
- 10日 -  最大与党ドイツキリスト教民主同盟のアンネグレート・クランプ＝カレンバウアー党首が辞任を表明[98]。
- 12日 -  イタリア上院は、極右政党「同盟」のマッテオ・サルヴィーニ書記長の免責特権剥奪を賛成152票、反対76票の賛成多数で可決[99]。
- 13日
  -  イギリスのボリス・ジョンソン首相が内閣改造を実施。この際、補佐官チームの解任を求められたサジド・ジャヴィド財務大臣が拒否し辞任[100]。
  -  中国共産党は、新型コロナウイルス流行の中心地となっている湖北省の蔣超良党委員会書記と、同省武漢市の馬国強党委書記を解任。後任には応勇上海市長、山東省済南市の王忠林党委員会書記がそれぞれ就任[101]。
  -  中国政府は、国務院香港マカオ事務弁公室張曉明（中国語版）主任を副主任に降格させ、後任に夏宝竜全国政治協商会議副主席を充てる人事を発表[102]。
- 14日 -  ベルギー新政権樹立に向け、社会党と新フラームス同盟の連立協議が不調に終わり、協議を促すよう国王フィリップより要請されていたクーン・ヘーンス（英語版）副首相兼法相が任務辞任を表明[103]。
- 17日 -  最大野党自由韓国党や新しい保守党などが合併し、新党未来統合党が発足[104]。
- 18日 -  アフガニスタンの選挙管理委員会は昨年9月28日執行の大統領選挙の結果を確定、50.64%を獲得した現職のアシュラフ・ガニーが再選。39.52%にとどまったアブドラ・アブドラ行政長官は結果に異議[105]。
- 19日
  - 日本維新の会の衆院会派に青山雅幸議員が入会。これに伴い維新は会派名を「日本維新の会・無所属の会」に変更[106]。
  -  アメリカのジョン・ルード国防次官（政策担当）が辞任を表明[107]。
  -  大韓民国ソウル高等裁判所は、収賄罪などに問われた李明博元大統領に懲役17年、罰金130億ウォンなどとする実刑判決を言い渡した。李元大統領は再収監された[108]。
- 20日
  -  アメリカのドナルド・トランプ大統領は、ジョゼフ・マグワイア（英語版）国家情報長官代行を更迭し、後任にリチャード・グレネル駐ドイツ大使を任命[109]。
  -  米ワシントン連邦地裁は、2016年の大統領選でドナルド・トランプ陣営の政治顧問を務めたロジャー・ストーンに対し、ロシア疑惑に絡む偽証罪などで禁錮3年4か月を言い渡した[110]。
  -  レソトのトーマス・タバネ（英語版）首相が7月末に辞任すると表明[111]。
- 21日
  -  イラン総選挙（英語版）が執行され、反米の保守強硬派が大勝[112]。
  -  タイ王国憲法裁判所は、タナトーン・ジュンルンアンキット党首による党への融資が政党法違反に当たるとして、野党「新未来党」に解散命令を出し、タナトーン党首ら党幹部16人の政治活動を10年間禁じる処分も下した[113]。
  -  南スーダンで移行政権が発足、リエック・マチャルが第一副大統領へ就任宣誓（22日就任）[114]。
- 22日
  - 社会民主党党首選挙が告示され、福島瑞穂副党首を無投票で選出[115]。
  -  トーゴ大統領選挙（英語版）を執行。現職のフォール・ニャシンベが得票率72.36%で4選。アベヨメ・コジョ（英語版）元首相は18.37%にとどまった[116]。
- 23日 -  コモロ総選挙（英語版）の第2回目投票。残り5議席を選出[56]
- 24日
  -  中華人民共和国の全国人民代表大会常務委員会は、3月5日より開催を予定していた第13期全国人民代表大会第3回会議を延期することを決定[117]。
  -  マレーシアのマハティール・ビン・モハマド首相がアブドゥラ国王に辞表提出。国王はこれを受理し、マハティールを暫定首相に任命[118]。
- 25日
  -  東ティモールのタウル・マタン・ルアク首相は、予算案が議会で可決されなかったため辞任を表明[119]。
  -  ギニアビサウ選挙管理委員会は、最高裁判所が票の再点検を命じている2019年大統領選挙（英語版）の当選者をウマロ・シソコ・エンバロ元首相と改めて認定。27日にエンバロ元首相は就任宣誓を強行[120]。28日、議会はエンバロの大統領就任を認めず、憲法に基づきチプリアーノ・カサマ（英語版）国会議長を暫定大統領に任命[121]。3月1日、カサマは暫定大統領を辞任[122]。
  -  ルーマニアのルドビク・オルバンが次期首相指名を辞退。翌26日、クラウス・ヨハニス大統領はフロリン・クツ財務大臣を次期首相に指名[123]。
- 26日 -  スロベニアのボルト・パホル大統領は、次期首相にヤネス・ヤンシャ元首相を指名[124]。3月3日、ヤンシャの新首相就任を議会が承認[125]。
- 27日
  - 衆議院本会議にて、野党4党が提出した森雅子法務大臣への不信任決議案と棚橋泰文衆議院予算委員長の解任決議案が与党などの反対多数でそれぞれ否決[126]。
  -  チュニジア議会は、エリーズ・ファフファク（フランス語版）新内閣に対する信任投票を行い、賛成129、反対77、棄権1で承認[127]。
- 28日 -  タイ下院は、プラユット・チャンオチャ首相ら6閣僚に対する不信任決議案を反対272票、賛成49票の反対多数で否決[128]。
- 29日
  -  マレーシアのアブドゥラ国王が次期首相にムヒディン・ヤシン元副首相を指名[129]。
  -  アメリカ政府とアフガニスタンの反政府武装勢力ターリバーンが和平合意に署名[130]。
  -  スロバキア国民議会選挙（英語版）を執行。野党・普通の人々（英語版）が53議席で第1党に躍進[131]。
  -  朝鮮労働党の金正恩委員長は、重大な不正・腐敗現象が起きたとして李万建、朴太徳両党副委員長を解任[132]。

### 3月
- 1日
  -  イラクの新首相に指名されていたムハンマド・アッラーウィ（英語版）元通信相が組閣を断念し、首相就任を固辞[133]。
  -  タジキスタン総選挙（英語版）を執行。タジキスタン人民民主党が47議席を獲得し第1党を維持[134]。
- 2日
  -  第23回イスラエル議会総選挙を執行。与党リクードが36議席で第1党、青と白が33議席。ベンヤミン・ネタニヤフ首相は勝利宣言を行ったがネタニヤフ支持の右派・宗教系勢力の合計は58議席で過半数割れ[135][136]。
  -  ハイチのジョブネル・モイーズ大統領は、新首相にジョゼフ・ジュート環境大臣・経済財務大臣を指名[137]。
  -  ガイアナ総選挙（英語版）を執行。デービッド・A・グレンジャー大統領率いる国民統一のためのパートナーシップ（英語版）が勝利とされたが、欧米諸国や国外の選挙監視団は不正の疑いがあると主張[138]。11日、裁判所は再集計を命令[139]。
- 3日
  - 広島地方検察庁は、第25回参議院議員通常選挙で当選した河井案里参議院議員の公設秘書と夫の克行前法務大臣の政策秘書ら3人を公職選挙法違反（買収）の疑いで逮捕（河井夫妻選挙違反事件）[140]。
  - 三重県尾鷲市議会は、加藤千速市長と教育長に対する問責決議案を可否同数による議長決裁で可決[141]。
- 4日
  -  ウクライナ最高議会はオレクシー・ホンチャルク首相の辞任を承認し、デニス・シュミハリ副首相を新首相に任命[142]。
  -  アメリカ合衆国下院は、同国政府に対し台湾の外交や国際機関への参加、経済発展などを促す支援を求める台湾同盟国際保護強化イニシアチブ法（英語版）案（通称：TAIPEI法案）を全会一致で可決[143]。26日にドナルド・トランプ大統領が署名し同法案が成立[144]。
- 6日
  - COVID-19流行対策の担当大臣に西村康稔経済再生担当大臣が就任[145]。
  -  サウジアラビア当局は、反逆の疑いでアハマド・ビン・アブドルアジズ（英語版）王子とムハンマド・ビン・ナーイフ前皇太子を拘束[146]。
  -  アメリカのドナルド・トランプ大統領は、大統領首席補佐官にマーク・メドウズ下院議員を任命すると表明[147]。31日就任[148]。
- 7日
  -  中華民国の最大野党・中国国民党の主席補選が投開票され、江啓臣が初当選[149]。
  -  レバノン政府が3月9日が償還期限の外貨建て国債12億ドルの支払い延期を発表。事実上のデフォルト[150]。
- 9日 -  アフガニスタンのアシュラフ・ガニー大統領が2期目の就任宣誓。大統領選挙結果に異を唱えるアブドラ・アブドラ行政長官は、ガニーとほぼ同時に独自に大統領就任を宣言[151]。
- 10日 -  ロシア連邦議会の上下両院が憲法改正案を可決。連続再選の上限に関連し、これまでの大統領任期数のリセットを可能とする条項を含む[152]。
- 12日
  - 高知県本山町の細川博司町長は、自身の後援会が政治資金収支報告書を提出していなかった問題を受け辞職願を提出[153]。
  -  ルーマニアのフロリン・クツ財務大臣がCOVID-19流行への対応を理由に次期首相指名を辞退[154]。
- 13日
  - 参議院本会議にて、COVID-19を新型インフルエンザ等対策特別措置法の対象に加える改正法が与党や立憲民主党、国民民主党などの賛成多数で可決、成立[155]。
  -  イギリスはロンドン市長選挙（英語版）を含む5月の統一地方選挙を、COVID-19の感染拡大防止を目的に1年間延期[156]。
  -  マラウイのピーター・ムタリカ大統領は全閣僚を解任し、全権限を自らに集中[157]。22日、新閣僚を任命[158]。
- 14日 -  シリアは4月13日に予定されていた総選挙（英語版）を、COVID-19の感染拡大を受け延期することを決定[159]。
- 16日
  -  イスラエルのルーベン・リブリン大統領は、政党連合「青と白」のベニー・ガンツ共同代表に組閣を指示[160]。
  -  ベルギーの国王フィリップはソフィー・ウィルメス暫定首相に組閣を要請[161]。翌17日、新政権発足[162]。
- 17日
  -  イラクのバルハム・サリフ大統領は新首相にアドナン・アル＝ズルフィ（英語版）元ナジャフ州知事を指名[163]。
  -  北マケドニアは4月12日に予定されていた総選挙（英語版）を、COVID-19の感染拡大を受け延期することを決定[164]。
  -  セルビアは4月26日に予定されていた総選挙（英語版）を、COVID-19の感染拡大を受け延期することを決定[164]。
- 18日
  - 山尾志桜里衆院議員が立憲民主党に離党届を提出し[165]、24日付で受理された[166]。
  - 茨城県石岡市の今泉文彦市長は自身の健康状態を理由に辞職願を提出[167]。
- 19日
  -  本年6月10日～12日にキャンプ・デービッド（メリーランド州）に於いて開催する予定の第46回主要国首脳会議の議長を務めるアメリカ合衆国のドナルド・トランプ大統領は、COVID-19の影響を考慮してG7首脳の招聘による会議を取り止め、その代替としてビデオビジョン会議として執り行うことを決定[168]。
  -  スリランカは4月25日に予定されていた総選挙を、COVID-19の感染拡大を受け延期すると発表[169]。
  -  チリにて4月26日に予定していた新憲法制定是非を問う国民投票（英語版）を、COVID-19流行を理由に10月26日に延期することで合意[170]。
- 20日
  -  ボスニア・ヘルツェゴビナ大統領評議会議長がボシュニャク人代表のシェフィク・ジャフェロビッチに交代[171]。
  -  米州機構の議長にルイス・アルマグロ（英語版）再選[172]。
- 21日 -  ボリビア選挙管理当局は、COVID-19の対策のため、5月3日に予定していた総選挙と大統領選挙（英語版）を延期すると発表[173]。
- 22日
  - 熊本県知事選挙を執行。現職の蒲島郁夫が元熊本市長の幸山政史を破り4選[174]。
  -  アブハジア大統領選挙（英語版）を執行。アスラン・ブジャニヤが当選[175]。
- 24日
  - 広島地方検察庁は、河井案里参議院議員の公設秘書と夫の克行前法務大臣の政策秘書を公職選挙法違反（買収）罪で起訴[176]。
  - 奈良県宇陀市議会は、高見省次市長に対する不信任決議案を賛成10、反対3の賛成多数で可決[177]。30日、高見市長は市議会を解散[178]。
- 25日
  -  コソボ議会は、アルビン・クルティ政権のCOVID-19対応をめぐって不信任決議を賛成82、反対32、棄権1票で可決[179]。
  -  ロシアのウラジーミル・プーチン大統領は、COVID-19の感染拡大防止のため、4月22日に予定していた憲法改正法案の是非を問う国民投票（英語版）を延期すると発表[180]。
- 26日
  -  イスラエルの政党連合「青と白」のベニー・ガンツ共同代表は、COVID-19への対応のため、これまでの方針を転換しネタニヤフ政権に合流する意向を示した[181]。同日、議会はガンツを賛成多数で議長に選出[182]。
  -  アメリカ合衆国司法省は、ベネズエラのニコラス・マドゥロ大統領と政府高官ら計15人を麻薬密輸などの罪で起訴したと発表[183]。
- 27日
  - 参議院本会議で、一般会計総額が過去最高の102兆6580億円となる令和2年度予算が与党などの賛成多数で可決、成立[184]。
  -  北大西洋条約機構に北マケドニアが正式加盟[185]。
- 31日
  -  エチオピア選管当局は、8月29日実施予定の総選挙を、COVID-19の感染拡大を受け延期すると発表[186]。
  -  アルツァフ総選挙・大統領選挙（英語版）を執行。大統領選挙はアライク・ハルチュニャン元首相が49.3%で1位、マシス・マイリャン（アルメニア語版）外相が26.4%で2位、4月14日に決選投票を実施へ[187]。議会選挙は、自由なる祖国ブロックが40.4%の票を獲得し第1位、議席数は7日後に公表予定[188]。

### 4月
- 1日 - 日本維新の会の谷畑孝衆院議員は体調不良を理由に議員辞職願を提出し[189]、翌2日の衆院本会議で許可された[190]。4月15日、中央選挙管理会は次点の美延映夫の繰り上げ当選を決定[191]。
- 4日 -  イギリスの労働党は新党首にキア・スターマーを選出[192]。
- 5日 - 徳島市長選挙を執行。新人の内藤佐和子が現職の遠藤彰良を破り初当選[193]。
- 6日 -  イギリス首相官邸は、COVID-19で入院中のボリス・ジョンソン首相が、必要に応じてドミニク・ラーブ筆頭国務大臣・外相が首相の職務を代行するよう要請したことを公表[194]。
- 7日
  - 河井案里参院議員の去年の参院選選挙運動をめぐり、夫の克行前法務大臣から現金20万円を受領したと証言した広島県安芸太田町の小坂真治町長が辞職願を提出[195]。
  - 警視庁は、NHKの受信契約に関する情報を不正に入手し、拡散させると脅して業務を妨げたとして、NHKから国民を守る党の立花孝志党首を不正競争防止法違反（営業秘密の領得）と威力業務妨害などの疑いで書類送検[196]。同月9日に東京地方検察庁は立花党首を同法違反などの罪で在宅起訴[197]。
  -  COVID-19感染者が大量発生した空母セオドア・ルーズベルトの艦長を解任したことを巡り、批判が高まっていたアメリカのトーマス・モドリー（英語版）海軍長官代行が辞任。後任にジェイムズ・E・マクファーソン（英語版）陸軍次官が就任[198]。
  -  アメリカのステファニー・グリシャム大統領報道官兼ホワイトハウス広報部長が辞任[199]。後任の報道官にケイリー・マケナニー、広報部長にアリサ・ファラー（英語版）がそれぞれ就任[200]。
  -  エクアドル最高裁判所は、ラファエル・コレア前大統領に汚職の罪で禁錮8年と25年間の参政権停止の有罪判決を言い渡した[201]。
- 8日
  -  東ティモールのタウル・マタン・ルアク首相は、COVID-19への対応を理由に2月に表明した辞意を撤回[202]。
  -  バーニー・サンダースがアメリカ合衆国大統領民主党予備選挙からの撤退を表明し、唯一残った候補者であるジョー・バイデン前副大統領の民主党候補指名獲得が事実上決定[203]。
- 9日 -  イラクの新首相に指名されていたアドナン・アル＝ズルフィ（英語版）元ナジャフ州知事が組閣を断念し、首相就任を固辞。バルハム・サリフ大統領は新首相に情報機関トップのムスタファ・アル＝カーズィミーを指名[204]。
- 11日 -  朝鮮労働党中央委員会政治局会議にて、朴正天朝鮮人民軍総参謀長を政治局員に、李善権外務大臣と金正恩党委員長の妹の金与正党第1副部長を政治局員候補にそれぞれ選出[205]。
- 12日
  -  イスラエルのルーベン・リブリン大統領は、青と白共同代表のベニー・ガンツより要請されていた組閣期限の延長を拒否[206]。
  -  トルコのスレイマン・ソイル（英語版）内務大臣は、COVID-19対策で全国的なロックダウンに突如踏み切り混乱を招いた責任を取って辞任すると発表。同日、レジェップ・タイイップ・エルドアン大統領は辞表の受け取りを拒否[207]。
  -  北朝鮮最高人民会議が開かれ、李善権外務大臣と金衡俊朝鮮労働党副委員長を国務委員委員会の委員に新たに選出[208]。
- 13日 -  ドミニカ共和国中央選挙委員会は、COVID-19の感染拡大を受け、5月17日に予定されていた総選挙（英語版）を7月5日へ延期すると発表[209]。
- 14日
  - COVID-19の感染拡大に伴う緊急事態宣言発令後に性風俗店に行ったことが週刊誌に報道された立憲民主党の高井崇志衆院議員が離党届を提出[210]。翌15日、同党は離党届を受理せず除籍処分を決定[211]。
  -  アルツァフ大統領選挙（英語版）の決選投票を執行。2位だったマシス・マイリャン（アルメニア語版）外相がCOVID-19蔓延を受け支持者に投票しないよう呼びかけたこともあり、アライク・ハルチュニャン元首相が得票率88%で当選[212]。
  -  キリバス議会総選挙（英語版）の第1回目投票を執行、23議席の当選者が確定。残り21議席は21日の2回目投票で確定[213]。
- 15日 -  韓国第21代総選挙を執行。与党系当選者が議会の5分の3を占める圧勝をおさめ、野党・未来統合党の黄教安代表は引責辞任を表明[214]。
- 16日 -  ブラジルのジャイール・ボルソナーロ大統領は、COVID-19対策をめぐり意見が対立していたルイス・エンリケ・マンデッタ（英語版）保健大臣を解任[215]。
- 17日 -  タジキスタン上院は、エモマリ・ラフモン大統領の長男ロスタム（英語版）を議長に選出[216]。
- 19日
  - 東京都目黒区長選挙を執行。現職の青木英二が元区議らを破り5選[217]。
  - 福井県高浜町長選挙を執行。現職の野瀬豊が元県議会副議長を破り4選[218]。
- 20日
  - 徳島県小松島市の濱田保徳市長は、市政を混乱させた責任を取るとして辞職願を提出[219]。
  -  バヌアツ議会は新首相にボブ・ラフマン（英語版）を選出[220]。
  -  イスラエルのベンヤミン・ネタニヤフ首相と政党連合「青と白」を率いるベニー・ガンツ共同代表は20日、連立政権の樹立に合意。最初の1年半はネタニヤフが首相を続投し、その後ガンツが1年半首相を務める[221]。
- 21日 -  キリバス議会総選挙（英語版）の2回目投票を執行。新人14人、女性4人を含む全当選者が確定[222]。
- 23日
  -  大韓民国釜山広域市の呉巨敦市長は、女性職員に対するセクハラを認め辞任を表明[223]。
  -  アブハジアの新大統領にアスラン・ブジャニヤが就任。翌24日にアレクサンドル・アンクヴァブ元大統領・元首相を新首相に任命[224]。
- 24日 -  ブラジルのセルジオ・モロ法務・公安大臣は、連邦警察庁長官の解任をめぐってジャイール・ボルソナーロ大統領と対立したことを理由に、辞意を表明[225]。
- 26日
  - 国会議員の前期補欠選挙。
    - 望月義夫の死去に伴う衆議院静岡県第4区補選は、自由民主党公認の深澤陽一元静岡県議会議員が初当選[226]。

  - 扶桑町長選挙が投開票され、新人の鯖瀬武が初当選[227][228]。
  -  内戦が続くイエメンの分離独立派組織「南部暫定評議会」は、ハーディー暫定政府との和平合意が破談したとして、南部を自ら統治すると宣言[229]。
- 27日 -  COVID-19に感染し、療養していたイギリスのボリス・ジョンソン首相が公務に復帰[230]。
- 28日 -  コートジボワールの裁判所は、ギヨーム・ソロ元首相に対し、横領などの罪で禁錮20年と公民権停止5年を言い渡した[231]。
- 29日
  -  中華人民共和国全国人民代表大会常務委員会は、傅政華（中国語版）の後任の中華人民共和国司法部部長に唐一軍を任命した[232]。
  -  マルタ騎士団のジャコモ・ダッラ・トーレ・テンピオ・デ・サンギネット（英語版）総長（元首格）が死去し、ルイ・ゴンサロ・ド・ヴァッレ・ペイショト・デ・ヴィラ・ボアス（英語版）が暫定副官に就任[233]。
- 30日
  -  ロシアのウラジーミル・プーチン大統領は、ミハイル・ミシュスティン首相のCOVID-19感染を受け、アンドレイ・ベロウソフ第1副首相を首相代行に任命[234]。5月19日、ミシュスティン首相は治療を終えて公務に復帰[235]。
  -  コソボのハシム・サチ大統領は、首相代理にアブドゥッラー・ホティ（英語版）前副首相を指名[236]、旧与党のヴェテヴェンドシェ!は第2党から首相候補を指名するのは違憲であると異議申し立て。5月1日、憲法裁判所はサチの指名を違憲とし、5月29日まで議会での信任投票を延期[237]。
  -  ペルー最高裁判所は、不正資金疑惑で予防勾留されている最大野党・人民勢力党のケイコ・フジモリ党首の保釈を決定[238]。

### 5月
- 2日 -  カザフスタンのカシムジョマルト・トカエフ大統領は、最高実力者のヌルスルタン・ナザルバエフ初代大統領の長女、ダリガ上院議長を解任[239]。5月4日、後任に大統領府副長官のマウレン・アシムバエフ（英語版）が就任[240]。
- 6日
  -  イスラエル最高裁判所が、収賄罪で起訴されているベンヤミン・ネタニヤフの首相就任は違法だとする申し立てを却下[241]。
  -  ポーランド与党は、10日に執行予定だった大統領選挙（英語版）を、COVID-19流行を理由に延期することを決定。23日までに選挙執行を求める選挙法を改正する方針も決定[242]。
- 7日
  -  イラク国民議会は次期首相に指名されていたムスタファ・アル＝カーズィミーによる閣僚名簿22名のうち15名を承認、直後にカーズィミーは首相に就任[243]。
  -  シリアのバッシャール・アル＝アサド大統領は、COVID-19の感染拡大防止のため5月20日に延期されていた総選挙（英語版）を再延期し、7月19日実施とすることを決定[244]。
  -  イスラエル議会の72人の議員がベンヤミン・ネタニヤフの首相就任支持を表明。5月13日に就任宣誓へ[245]。
  -  アメリカ司法省は、連邦捜査局のロシア疑惑捜査に偽証したとしていたマイケル・フリン元国家安全保障問題担当大統領補佐官について、起訴を取り下げた[246]。
  -  レソト国王レツィエ3世は、議会で不信任決議を可決された首相が議会を解散することを禁じる憲法改正に同意。トーマス・タバネ（英語版）首相は7月末より前に辞任する意向を表明[247]。
- 8日 -  マラウイ最高裁判所は、憲法裁判所が2月3日に下した大統領選挙のやり直し命令を無効とするよう求めたピーター・ムタリカ大統領による申し立てを棄却。また当選には過半数の得票が必要であることを確認[248]。
- 10日 -  ポーランド大統領選挙（英語版）投票日。COVID-19流行の影響で延期が予定されていたが手続きが間に合わず、投票所が開かれず投票者数がゼロという異例の事態となった。選管当局は同日夜に選挙の無効を確認し、議会に新たな投票日を2週間以内に決定するよう求めた[249]。
- 11日 -  レソトのトーマス・タバネ（英語版）首相の連立政権が崩壊し、レソト下院議会議長がタバネは5月22日までに辞任する必要があると表明。後任の暫定首相にはモエケツィ・マジョロ財務大臣が内定[250]。
- 14日
  -  世界貿易機関のロベルト・アゼベド事務局長が8月末での辞任を表明[251]。
  -  20日に蔡英文政権が2期目に入るのを前に、蘇貞昌内閣が総辞職[252]。
- 15日
  - 無所属の桜井充参院議員は野党統一会派に退会届を提出し、同月21日に自民党会派に入会[253][254]。
  - 奈良県宇陀市議会は、高見省次市長に対する2度目の不信任決議案を賛成多数で再可決。高見市長は同日失職[255]。
  -  COVID-19対策をめぐりジャイル・ボルソナーロ大統領と対立していたブラジルのネルソン・タイシ（英語版）保健大臣が辞任。前任の解任からわずか1ヶ月[256]。
- 17日
  -  3月の大統領選挙の結果をめぐり対立していたアフガニスタンのアシュラフ・ガニー大統領とアブドラ・アブドラ前行政長官が新政権樹立で合意。両者で権限を分け合い、アブドラは新設される国家和解高等評議会の議長に就任し、ターリバーンとの和平交渉を担当へ[257]。
  -  イスラエル議会はベンヤミン・ネタニヤフ新政権を承認。ベニー・ガンツは副首相兼国防相に就任[258]。
- 19日
  -  フランス国民議会で、エマニュエル・マクロン大統領の与党共和国前進を離党した議員ら17人が新会派エコロジー民主連帯（英語版）を結成。これに伴い同党は国民議会での単独過半数を1議席下回った[259]。
  -  レソトのトーマス・タバネ（英語版）首相が辞任表明。翌20日、モエケツィ・マジョロ前財務大臣が新首相に就任[260]。
- 20日
  -  蔡英文総統の2期目がスタート。副総統に前行政院長の頼清徳が就任し、行政院長には蘇貞昌が再任[261][262]。同日、蔡総統は2018年の統一地方選挙での大敗の責任を取り辞任していた与党民主進歩党の主席に復帰[263]。
  -  ブルンジ大統領選挙・議会総選挙（英語版）を執行。選挙管理委員会は、大統領選挙は民主防衛国民会議・民主防衛勢力(CNDD-FDD)党首のエヴァリステ・ヌダイシミエが得票率68.72%で当選したと発表[264]、議会総選挙はCNDD-FDDが72議席を獲得し圧勝[265]。
- 21日 -  アメリカ合衆国上院は、国家情報長官にジョン・ラトクリフ下院議員を充てることを賛成49、反対44で承認[266]。
- 22日
  -  キリバス議会は、6月22日に執行予定の大統領選挙（英語版）の立候補者として、現職のタネスィ・マアマウと与党トブワーン・キリバス党（TKP）元議長のバヌエラ・ベリナ（英語版）の2名を承認[267]。
  -  ニュージーランド最大野党・国民党はトッド・マラーを新党首に選出[268]。
  -  大韓民国の最大野党・未来統合党は、金鍾仁を非常対策委員長に選出[269]。
- 23日 -  パプアニューギニア捜査当局は、汚職などの疑いでピーター・オニール前首相を逮捕[270]。
- 25日
  - 新型コロナウィルス感染症の感染拡大に伴う緊急事態宣言全面解除。
  -  スリナム議会総選挙（英語版）を執行。野党・進歩改革党が21議席を獲得し第1党、デシ・ボーターセ大統領の与党・国民民主党（英語版）は15議席にとどまる[271]。
- 27日 -  ベネズエラ最高裁判所は、1月にフアン・グアイド議長ら野党勢力を国会議事堂から締め出した状態で行われた議長選でのルイス・パラ（英語版）の当選を承認[272]。翌28日、国会は対抗してグアイドを議長として承認[273]。
- 28日
  - 立憲民主党の井上将勝埼玉県議は、週刊誌に過去の不倫関係が報じられたことを受け辞職[274]。
  -  第13回全国人民代表大会第三次会議（中国語版）において、香港における言論の自由を中国本土並に制限し、反体制活動を禁止する香港国家安全法制定方針の採択がなされ、全人代は閉会[275]。
- 29日 -  アメリカのドナルド・トランプ大統領は、「中国寄り」と批判してきた世界保健機関からの脱退を表明[276]。
- 30日 -  ニウエ議会総選挙（英語版）を執行。トケ・タランギ首相が落選[277]。

### 6月
- 2日 - 警視庁は、府中市発注工事をめぐる官製談合事件で同市議2人らを逮捕[278]。8月5日、あっせん収賄の疑いでうち市議1人を再逮捕[279]。
- 3日
  - 参議院本会議にて、地方議員選挙に立候補する際、その自治体に3カ月以上居住していることを「宣誓書」で明示させる改正公職選挙法が全会一致で成立[280]。
  - 無所属の馬淵澄夫衆院議員が国民民主党に入党[281]。
  -  ベラルーシのアレクサンドル・ルカシェンコ大統領は、セルゲイ・ルマス（英語版）首相を解任。翌4日、ルカシェンコはロマン・ゴロフチェンコを新首相に任命[282]。
  -  コソボ議会はアブドゥッラー・ホティ（英語版）元財務相を首班とする新政権を承認[283]。
  -  エクアドル検察当局は、銃器不法所持などの疑いでアブダラ・ブカラム（英語版）元大統領を逮捕[284]。8月12日に組織犯罪容疑で再逮捕[285]。
- 4日 -  香港特別行政区立法会で、中国国歌への侮辱行為に罰則を科す「国歌条例案」が賛成多数で可決[286]。
- 5日 -  セントクリストファー・ネイビス総選挙（英語版）を執行。中道・人民行動運動（英語版）(PAM)などから成る政党連合チーム・ユニティ（英語版）が11議席中9議席を獲得し勝利。野党・中道左派のセントキッツ・ネイビス労働党（英語版）(SKNLP)は2議席[287]。7日、ティモシー・ハリス（英語版）首相の2期目がスタート[288]。
- 6日
  -  中華民国高雄市の韓国瑜市長に対する解職請求（リコール）が投開票[289]。開票の結果、賛成票が有権者数の4分の1を超えたためリコールが成立[290]。
  -  中華民国高雄市議会の許崑源（中国語版）議長は市長解職投票の開票が終わった後、高雄市内のビルから飛び降りて自殺[291]。
- 7日
  - 沖縄県議会議員選挙を執行。県政与党が48議席中25議席の過半数を獲得[292]。
  - 沖縄県糸満市長選挙を執行。新人の當銘真栄が現職の上原昭らを破り初当選[293]。
  - 東京都港区長選挙執行。現職の武井雅昭が5選[294]。
- 8日
  - 参議院本会議にて、町村長選と町村議選の候補者が使う選挙カーやポスター、ビラを公費負担の対象に加える改正公職選挙法が与党などの賛成多数で可決、成立[295]。
  -  ブルンジのピエール・ンクルンジザ大統領が死去し、パスカル・ニャベンダ（英語版）下院議長が暫定大統領に就任（12日に憲法裁判所が無効判断）[296][297]。
- 10日 -  ニウエ議会は新首相にダルトン・タンゲランギ元環境・天然資源・農業・水産大臣を選出[298]。
- 11日
  -  シリアのバッシャール・アル＝アサド大統領はイマード・ハミース（英語版）首相を解任し、後任にフセイン・アルヌース水資源大臣を指名[299]。
  -  マリ共和国のブブ・シセ（英語版）首相が辞任し、イブラヒム・ケイタ大統領が即時再任[300]。
- 12日
  - 参議院本会議で、COVID-19対応の追加対策を盛り込んだ総額31兆9114億円の令和2年度第2次補正予算が与野党の賛成多数で可決、成立[301]。
  -  ブルンジの憲法裁判所は、ンクルンジザ大統領死去に伴う暫定大統領は必要なく、次期大統領に当選し8月就任予定のエヴァリステ・ヌダイシミエを可能な限り早期に就任させるよう要請[302]。
- 13日 -  チリのセバスティアン・ピニェラ大統領は、COVID-19感染者の急増を受けハイメ・マニャリッチ（スペイン語版）保健大臣を更迭し、後任にエンリケ・パリス（スペイン語版）を任命[303]。
- 15日
  -  アイルランドの共和党、統一アイルランド党、緑の党の3党が連立政権樹立で合意。2022年12月まで共和党党首のミホル・マーティンが首相を務め、以降は現職のレオ・バラッカーが再び務める[304]。6月27日、下院議会はマーティンを首相に選出[305]。
  -  キルギスのムハンメトカルイ・アブルガジエフ（英語版）首相が辞任表明[306]（携帯電話会社に対する周波数の不法販売への関与は否定）。与党連合はクバトベク・ボロノフ（英語版）第一副首相（暫定首相）を次期首相に指名[307]、17日に議会はボロノフ含む閣僚を賛成多数で承認[308]。
- 16日
  - 広島地方裁判所は、河井案里参院議員の公設秘書に公職選挙法違反（買収）罪で懲役1年6カ月執行猶予5年を言い渡した[309]。同日、案里議員と夫の克行前法務大臣は自由民主党に離党届を提出[310]。17日、受理された[311]。
  - 山尾志桜里衆院議員が国民民主党に入党届を提出[312]。7月8日の党総務会で入党を承認[313]。
  -  クック諸島のヘンリー・プナ首相は太平洋諸島フォーラム事務総長への立候補を目指すため9月までに首相を辞任し、マーク・ブラウン（英語版）副首相兼財務大臣に譲ると表明[314]。
  -  大韓民国の脱北者団体による体制批判のビラ散布に対する報復として、北朝鮮は開城工業地区の南北共同連絡事務所を爆破[315]。17日、韓国の金錬鉄（朝鮮語版）統一部長官は辞意を表明[316]。
- 17日
  - 第201回国会（常会）会期末[317]。
  - 参議院憲法審査会は、審議会が開かれないことに反発した日本維新の会が提出した林芳正審査会長の不信任動議を、与党や立憲民主党などの反対多数で否決[318]。
  - 須藤元気参院議員が立憲民主党に離党届を提出[319]。
  - 長野県小谷村議会は、中村義明村長が入院中の前村総務課長を見舞った際に見舞い金を渡してたことを問題視し、村長の辞職勧告決議案を賛成6、反対3の賛成多数で可決[320]。
  -  アメリカのドナルド・トランプ大統領は、中国新疆ウイグル自治区でウイグル族への弾圧に関わった中国当局者に制裁を科す「ウイグル人権政策法（英語版）案」に署名し、同法が成立[321]。
  -  国際連合総会は、今年9月からの総会議長にトルコのボルカン・ボズクル（英語版）を選出。同日、今年末に任期を終える安全保障理事会の非常任理事国の後任5カ国のうち4カ国にインドとメキシコ、ノルウェー、アイルランドをそれぞれ選出[322]。翌日の再投票の結果、残りの1カ国にケニアを選出[323]。
- 18日
  - 東京地方検察庁特別捜査部は、2019年参院選を巡って地方議員ら94人に現金計約2570万円を提供し、票のとりまとめを依頼したなどとして、河井案里参院議員と夫の克行前法務大臣を公職選挙法違反（買収）容疑で逮捕[324]。（河井夫妻選挙違反事件）
  - 長崎県警察は、2017年衆院選の選挙運動の際に法定限度を超える報酬を支払ったとして、谷川弥一衆院議員の陣営関係者7人を公職選挙法違反（日当買収）の疑いで書類送検[325]。30日に長崎地方検察庁はうち2人を同罪で在宅起訴し1人を略式起訴[326]。
  -  アメリカのメアリー・エリザベス・テーラー（英語版）国務次官補（立法担当）は、警察官による黒人男性の暴行死を受けて全米に広がる人種差別抗議デモへのトランプ大統領の対応に反発し辞任[327]。
  -  ブルンジの新大統領にエヴァリステ・ヌダイシミエが前倒しで就任[328]。
  -  ブラジルのアブラハム・バイントラウブ（英語版）教育大臣が辞任。COVID-19対策のマスク着用義務に違反し、2000レアルの罰金を科されていた[329]。
- 19日
  - 岡山県美作市の萩原誠司市長は、提案した教育長の人事案が議員全員からの反対で否決された混乱の責任を取るとして辞表を提出[330]。市長は否決された教育長人事案などを22日付で専決処分とし、これに反発した市議会は23日に市長の問責決議案を8対8の可否同数による議長決裁で可決[331]。
  - 香川県土庄町議会は、3月に自己破産した三枝邦彦町長に対する問責決議案を賛成9、反対2の賛成多数で可決[332]。
- 21日 -  セルビア総選挙（英語版）を執行。アレクサンダル・ヴチッチ大統領率いる与党セルビア進歩党が全体の6割を超える得票で圧勝の見通し[333]。
- 22日 -  キリバス大統領選挙（英語版）を執行。現職で親中派のタネスィ・マアマウが26,053票を獲得し再選、野党候補で親台湾派のバヌエラ・ベリナ（英語版）は17,866票[334]。
- 23日
  -  アメリカのマイケル・D・グリフィン（英語版）国防次官（研究・エンジニアリング担当）とリサ・ポーター（英語版）同副次官が辞表を提出。6月16日のエレーヌ・マカスカー（英語版）副次官（会計担当）、6月18日のキャスリン・ウィールバーガー（英語版）次官補代行（国際安全保障担当）に次ぐ国防総省内の辞任表明[335]。
  -  シンガポールのリー・シェンロン首相は、国会を解散し総選挙を実施すると発表[336]。
  -  マラウイ大統領選挙（英語版）の再選挙を執行。野党・マラウイ会議党のラツルス・チャクウェラ党首が得票率58.57%で当選、28日に就任[337]。
- 24日
  -  コソボ紛争時の戦争犯罪を裁くオランダ・ハーグの特別法廷は、戦争犯罪と人道に対する罪などの罪で、同国のハシム・サチ大統領やコソボ民主党のカドリ・ベセリ（英語版）党首を4月24日に訴追していたことを公表[338]。
  -  モンゴル総選挙（英語版）を執行。与党モンゴル人民党が改選前の62議席を維持し勝利。野党民主党は11議席を獲得[333]。
- 25日 - 広島県三原市の天満祥典市長は、河井克行前法務大臣からの現金150万円の受領を認め、30日付での辞職を表明[339]。
- 27日
  -  アイスランド大統領選挙（英語版）を執行。現職のグズニ・ヨハンネソンが92.2%の票を獲得し再選[340]。
  -  タイ王国の最大与党国民国家の力党はプラウィット・ウォンスワン副首相を新党首に選出[341]。7月9日にウッタマ・サーワナーヨン（タイ語版）前党首ら4人は離党届を提出[342]。
- 28日
  - 奈良県宇陀市長選挙を執行。無所属の金剛一智が高見省次前市長を破り初当選[343]。
  -  ポーランド大統領選挙（英語版）を執行。現職のアンジェイ・ドゥダが優勢も当選に必要な過半数を下回る模様、7月12日に決選投票を予定[344]。
  -  フランス統一地方選挙の決選投票を執行。環境政党「ヨーロッパ・エコロジー＝緑の党」が各主要都市で初めて市長を誕生させ躍進する一方、エマニュエル・マクロン大統領の与党「共和国前進」は惨敗[345]。
- 29日
  -  フランス・パリの裁判所は、公金横領などの罪に問われたフランソワ・フィヨン元首相に対し、禁錮5年（うち2年実刑）、罰金37万5千ユーロの判決を言い渡した[346]。
  -  アンギラ総選挙（英語版）を執行。アンギラ進歩運動（英語版）が7議席を獲得し第1党、与党アンギラ統一戦線（英語版）は4議席にとどまり敗北[347]。
  -  イラン検察当局は、米軍が今年1月にイスラム革命防衛隊のガーセム・ソレイマーニー司令官を殺害した行為について、殺人とテロ行為の疑いでドナルド・トランプ米大統領ら計36人に対する逮捕状を取得したと発表[348]。
- 30日
  - 広島県安芸高田市の児玉浩市長は、河井克行前法務大臣からの現金60万円の受領を認め辞職を表明[349]。
  -  全国人民代表大会常務委員会は香港国家安全維持法案を全会一致で可決。現地時間同日夜11時より施行[350][351]。同日、香港衆志、学生動源、香港民族陣線、学生独立連盟、ビクトリア社区協会など民主派の政治団体・政党が相次いで解散を宣言[352][353]。

### 7月
- 1日 -  ロシア憲法改正の是非を問う国民投票（英語版）の最終日。賛成が7割以上に達し、改憲が成立する見込み[354]。
- 3日
  -  フランスのエドゥアール・フィリップ内閣が総辞職。エマニュエル・マクロン大統領は新首相にジャン・カステックスを任命[355]。
  -  中国政府は、香港に設置する出先機関「国家安全維持公署」の署長に広東省共産党委員会秘書長の鄭雁雄を起用し、駐香港連絡弁公室の駱恵寧主任に香港政府の「国家安全事務顧問」を兼任させる人事を決定[356]。
- 5日
  - 2020年東京都知事選挙が執行され、現職の小池百合子が350万票以上を獲得して再選を果たした[357]。
  - 東京都議会議員補欠選挙が4選挙区で執行され、全選挙区で自民党候補が当選[358]。
  -  ドミニカ共和国議会総選挙・大統領選挙（スペイン語版）を執行[359]。大統領選において現野党・現代革命党（スペイン語版）候補、経済学者・実業家のルイス・アビナデルが勝利。16年ぶりに政権交代へ[360]。
  -  クロアチア議会総選挙（英語版）を執行。クロアチア民主同盟が66議席を獲得し第1党を維持。中道左派連合・再始動連合（英語版）が41議席、右派連合・ミロスラヴ・シュコロ国土安全保障運動（英語版）が16議席[361]。
  -  オーストラリアのマティアス・コールマン（英語版）金融相が2020年末での辞任を表明[362]。
- 6日
  -  エクアドルのオットー・ソネンオルスネル（英語版）副大統領が個人的な事情を理由に辞任表明[363]。
  -  アメリカのドナルド・トランプ政権は、2021年7月6日付で世界保健機関から脱退すると国際連合に正式通告[364]。
- 7日 - 自由民主党は、COVID-19の感染収束が見通せないことから今年の党大会を中止することを決定[365]。
- 8日
  - 東京地方検察庁特別捜査部は、2019年参院選広島県選挙区をめぐる買収事件で、河井克行前法務大臣と妻の案里参院議員を公職選挙法違反の罪で起訴[366]。
  -  コートジボワールのアマドゥ・ゴン・クリバリ（英語版）首相が急死[367]。
- 9日
  -  前日に元市長秘書の女性からセクハラを告発された朴元淳ソウル特別市長が午前に市長公館を離れ、そのまま失踪。翌10日未明、朴市長の遺体がソウル市内の北岳山で発見[368]。
  -  スーダンのアブダッラー・ハムドゥーク暫定政権は、反政府勢力が加わった新政権の発足に向けて外務、財務大臣など7閣僚を入れ替え、代理を指名[369]。
  -  ブルガリアの警察当局が大統領府を強制捜査。ボイコ・ボリソフ政権に対する退陣要求デモが勃発し、ルメン・ラデフ大統領は内閣総辞職を要求。11日、ボリソフは要求を拒否[370]。
  -  ロシア連邦ハバロフスク地方のセルゲイ・フルガル（英語版）知事を殺人に関与した容疑で逮捕。翌日より逮捕に反発する抗議デモが発生[371]。
- 10日
  -  シンガポール総選挙（英語版）を執行。与党・人民行動党が83議席を獲得し勝利。野党・シンガポール労働者党は10議席[372]。
  -  大韓民国ソウル高等裁判所は、財閥から巨額賄賂を受け取った事件などで収賄や横領の罪に問われた朴槿恵前大統領に対する差し戻し審で、懲役20年、罰金180億ウォン、追徴金35億ウォンの実刑判決を言い渡した[373]。
  -  ドナルド・トランプ米大統領は、ロシア疑惑に関して禁錮3年4月の実刑が確定し14日から収監予定だったロジャー・ストーンについて、刑の免除を決定[374]。
- 12日
  - 鹿児島県知事選挙を執行、新人の塩田康一が初当選[375]。
  -  ポーランド大統領選挙（英語版）決選投票を執行、現職のアンジェイ・ドゥダが51.03％を獲得し再選。対立候補でワルシャワ市長のラファウ・トシャスコフスキは48.97％で、1989年の共産主義政権崩壊以降の大統領選挙としては最も僅差[376]。
- 13日
  -  スリナム議会は、新大統領に進歩改革党議長のチャン・サントクヒ、副大統領にロニー・ブラウンスワイク（英語版）を選出。7月16日就任予定[377]。
  -  コートジボワールの大統領府はダニエル・カブラン・ダンカン（英語版）副大統領が辞任したと発表[378]。
- 14日
  -  ドナルド・トランプ米大統領は、香港の自治侵害に関与した中国当局者らに米政府が制裁を科すことを求める「香港自治法案」に署名し、法案は成立。同日、香港に認めてきた優遇措置を廃止する「大統領令13936号」も発令[379]。
  -  ニュージーランドの最大野党・国民党のトッド・マラー党首は、健康上の問題を理由に辞任を表明[380]。
- 15日
  -  利益相反の申し立てを受けていたチュニジアのエリーズ・ファフファク（英語版）首相が辞任表明[381]。25日、カイス・サイード大統領はヒシェーム・マシーシー（英語版）内務相を首相代行に任命[382]。
  -  ペルーのペドロ・カテリアーノ（英語版）が新首相に就任、新政権が発足[383]。
  -  北マケドニア議会総選挙（英語版）を執行。マケドニア社会民主同盟が率いる中道左派連合が46議席で第1党となるが過半数には及ばず。国家統一民主党率いる中道右派連合は44議席[384]。
- 16日
  - 出張旅費を虚偽申請し、不正に利益を得たとして、鹿児島県警察屋久島警察署は詐欺などの疑いで荒木耕治屋久島町長を書類送検[385]。
  -  タイ王国のソムキット・チャトゥシーピタック（タイ語版）副首相とウッタマ・サーワナーヨン（タイ語版）財務大臣ら閣僚4人が辞任[386]。20日にはテーワン・リッパタパンロップ（タイ語版）首相府付相も辞任[387]。
  -  ガボンのアリー・ボンゴ・オンディンバ大統領は、新首相にローズ・クリスティアンヌ・オスカ・ラポンダ（英語版）国防相を任命[388]。
  -  李在明京畿道知事が過去に実兄を精神病院に強制入院させるように指示した行為および関連発言は職権乱用・虚偽事実公表罪に当たる可能性を問う上告審判決で、韓国大法院は一部有罪とした二審判決を破棄し、審理を水原高裁に差し戻した。これにより、李は当選無効となる危機を免れた[389]。10月16日の差し戻し審で水原高裁は無罪を言い渡した[390]。
- 17日 - 昨年7月の参院選をめぐり、河井克行前法務大臣から現金を渡されたと明らかにした広島県安芸高田市議3人が辞職[391]。
- 19日 -  シリア総選挙（英語版）を執行[392]。バアス党を中心とする政党連合・国民進歩戦線（英語版）が177議席を獲得し圧勝、前回よりは減少[393]。
- 20日
  -  ベルギー国王フィリップは、新フラームス同盟党首バルト・デウェーフェルとシャルルロワ市長ポール・マニェット（英語版）に対し、新政権発足に向け主導権を握るよう指示。二人はこれを受諾[394]。8月17日に辞任[395]。
  -  ロシアのウラジーミル・プーチン大統領は、逮捕されたハバロフスク地方のセルゲイ・フルガル（英語版）知事を解任し、ロシア自由民主党所属のミハイル・デグチャレフ（英語版、ロシア語版）を知事代行に任命[396]。
- 22日 -  米国は「米国の知的財産と米国人の個人情報を保護する」として、在ヒューストン中国総領事館を72時間以内に閉鎖するよう求めていた[397][398]。
- 23日 -  ボリビアの最高選挙裁判所は、COVID-19の感染拡大を理由に9月6日に予定されていた大統領選挙（英語版）を10月18日に延期すると発表[399]。
- 24日 -  中国は在成都アメリカ合衆国総領事館を閉鎖すると在北京アメリカ合衆国大使館に通知[400]。
- 25日 -  ソマリア議会はハッサン・アリ・カイレ首相の不信任決議を可決し解任。モハメド・アブドゥライ・モハメド大統領はマフディ・モハメド・グライド副首相を首相代行に任命[401]。
- 28日
  - 東京都千代田区の石川雅己区長は、前日に区議会が偽証で自身への刑事告発議案を可決したのは「不信任に当たる」として、区議会に解散通知を提出[402]。31日、千代田区選挙管理委員会は「解散選挙の事由は発生しない」として無効と判断。同日、区議らは解散通知の無効確認と執行停止を求め、東京地方裁判所に提訴[403]。8月7日、東京地方裁判所は、議会による刑事告発は不信任議決と同一とはいえないとして、解散通知の効力を停止する決定をした[404]。
  -  クアラルンプールの裁判所は、政府系ファンド「1MDB」の巨額資金が流用された汚職事件で、ナジブ・ラザク元首相に対し職権乱用罪で禁錮12年と罰金2億1000万リンギの有罪判決を言い渡した[405]。
- 29日 -  イエメンの南部分離独立派「南部暫定評議会」は、4月に出した南部における自治宣言を撤回し、暫定政府との和平合意を履行すると発表[406]。
- 30日 -  イタリア上院は、極右政党「同盟」書記長のマッテオ・サルヴィーニ議員の不訴追特権剥奪を賛成149票、反対141票の賛成多数で可決[407]。
- 31日
  -  中国天津市第一中級人民法院は、元陝西省共産党委員会書記の趙正永（中国語版）に収賄罪で執行猶予2年付きの死刑判決を言い渡した[408]。
  -  香港の林鄭月娥行政長官は、COVID-19の感染拡大を理由に9月6日に予定されていた立法会選挙を1年間延期し、来年9月5日に行うと発表[409]。

### 8月
- 2日
  - 出直しの岡山県美作市長選挙を執行。前職の萩原誠司が元市議を敗り3選[410]。
  - 広島県福山市長選挙告示。現職の枝広直幹以外に候補者は居らず、無投票で再選[411]。
  -  ガイアナ選挙管理委員会は、不正選挙の指摘を受け再集計を行っていた3月執行の総選挙（英語版）で野党が勝利したと認定。即日、人民進歩党のイルファーン・アリ元住宅・水道相が大統領就任[412] し、バラット・ジャグデオ元大統領を副大統領に、マーク・フィリップス（英語版）を首相に任命[413]。
  -  中華民国総統府の蘇嘉全秘書長は、甥で立法委員の蘇震清が収賄容疑で捜査を受けたことを受け辞職[414]。3日、蔡英文総統は後任に李大維（中国語版）を任命[415]。
- 3日 -  スペイン王室は、資金洗浄疑惑が取り沙汰されているスペイン前国王フアン・カルロス1世が国外に亡命する意向であることを発表[416]。8月17日、滞在先はアラブ首長国連邦と発表[417]。
- 4日
  - 茨城県石岡市議会は、市庁舎爆破予告当日に葬儀に出席した谷島洋司市長に対し、危機管理意識が低いなどとして問責決議案を賛成10票、反対8票の賛成多数で可決[418]。
  -  ペルー共和国議会はペドロ・カテリアーノ（英語版）新政権の閣僚を賛成37、反対54、棄権34票で承認せず[419]。6日、マルティン・ビスカラ大統領はウォルター・マルトス（英語版）国防大臣を新首相に任命[420]。
- 5日 -  スリランカ総選挙を執行[421]。スリランカ人民戦線が225議席中145議席を獲得し3分の2に迫る圧勝[422]。
- 6日 -  モーリタニアのイスマイル・ウルド・ベッデ・ウルド・シェイク・シディヤ（英語版）首相が辞任表明。モハメド・ウルド・ビラルが後継の首相に就任[423]。
- 7日
  -  大韓民国の盧英敏大統領秘書室長と秘書室所属の5人の首席秘書官全員が辞意を表明[424]。文在寅大統領は盧室長については辞表を受理せず留任させた[425]。
  -  マレーシア汚職防止委員会は、野党民主行動党のリム・グアンエン（英語版）書記長をペナン州首相在任中の収賄で起訴[426]。
- 9日
  - 広島県安芸高田市長選挙を執行。無所属新人の石丸伸二が元副市長を破り初当選[427]。
  - 広島県三原市長選挙を執行。自民党推薦の岡田吉弘が元市議ら3人を破り初当選[427]。
  -  ベラルーシ大統領選挙を執行。10日、中央選挙管理委員会は現職のアレクサンドル・ルカシェンコが得票率80.2%で6選を果たしたと発表。選挙不正があったと反発する市民と警官隊の間で衝突が発生し、約3,000人が身柄を拘束されたほか、数十名の死傷者がでる事態となった[428][429]。野党候補のスヴャトラーナ・ツィハノウスカヤは隣国リトアニアに脱出した[430]。
- 10日
  -  レバノンのハッサン・ディアブ首相がベイルートでの爆発事故を受けて引責辞任を表明[431]。
  -  ドイツ社会民主党は、オラフ・ショルツ財務大臣を2021年の総選挙に向けた次期首相候補に指名[432]。
  -  トリニダード・トバゴ総選挙（英語版）を執行。与党・人民国民運動（英語版）が22議席を獲得し過半数、統一国民会議（英語版）は19議席[433]。
- 11日 -  ジョー・バイデンが民主党の副大統領候補に上院議員のカマラ・ハリスを起用することを発表[434]。
- 12日 -  タイ王国のプラユット・チャンオチャ首相は、副首相を6人体制にするなどの改造内閣を発足させた[435]。
- 13日
  -  アメリカ合衆国のドナルド・トランプ大統領、イスラエルのネタニヤフ首相、アラブ首長国連邦のムハンマド・アブダビ皇太子が電話で3者会談を挙行[436]。トランプ大統領は、イスラエルとアラブ首長国連邦が国交正常化に合意したことを発表（アブラハム合意）[437]。
  -  北朝鮮の金正恩朝鮮労働党委員長は、中央委員会政治局会議にて、金才龍内閣総理（首相）を解任し、金徳訓党副委員長を後任に任命。金徳訓は、李炳哲党副委員長とともに党政治局常務委員にも選出された[438]。
  -  北マケドニアのステボ・ペンダロフスキ大統領は、ゾラン・ザエフ前首相に組閣を要請[439]。
- 14日 -  赤道ギニアのフランシスコ・パスクアル・オバマ・アスエ（英語版）首相が辞任表明[440]。アマエは17日に首相に再任[441]。
- 15日 -  高雄市長補欠選挙（中国語版）を執行。民主進歩党推薦の陳其邁が67万票を獲得し当選[442]。
- 17日
  - 北海道南幌町の三好富士夫町長は、自宅の屋根から転落して脊髄を損傷するなどの大けがをし公務復帰が難しいとして、辞職願を提出[443]。
  -  ニュージーランドのジャシンダ・アーダーン首相は、COVID-19感染防止のため、総選挙の日程を当初予定されていた9月19日から10月17日に延期すると発表[444]。
  -  カナダのビル・モルノー（英語版）財務大臣が辞任[445]。18日、ジャスティン・トルドー首相は後任にクリスティア・フリーランド副首相を任命[446]。
- 18日
  - 高知県黒潮町の大西勝也町長は、女性にわいせつな行為をしたとして辞職願を提出[447]。
  -  民主党全国大会はジョー・バイデンを大統領候補に正式指名[448]。
  -  オマーンは政府再編の一環として、国王（スルターン）による財務大臣と外務大臣の兼任を解き、同時に実務を取り仕切っていた財務担当大臣、外務担当大臣を廃した[449]。
  -  マリ共和国で兵士のグループが首都バマコ近郊の軍事基地を占拠、イブラヒム・ケイタ大統領とブブ・シセ（英語版）首相の身柄を拘束し[450]、翌19日早朝にケイタ大統領は国営テレビでの演説で辞任を表明、議会も解散。新たに設立された国民救済委員会が権力を掌握し、適切な時期に選挙を行い民政に移管することを表明。19日にはアシミ・ゴイタ大佐が議長に就任（2020年マリ軍事クーデター）[451][452]。
- 19日
  - 国民民主党は、両院議員総会を開き、解党して立憲民主党と合流する方針を賛成多数で可決[453]。
  - 選挙区内の学校関係者に教育関連の書籍を無償で配布したとして、福岡県警察は公職選挙法違反（寄付行為）容疑でみやま市の松嶋盛人市長を書類送検[454]。
  -  朝鮮労働党の第7期中央委員会は第6回総会を開催し、第8回党大会を2021年1月に開催することを決定[455][456]。
  -  民主党全国大会はカマラ・ハリス上院議員を副大統領候補に正式指名[457]。
- 20日
  - 東京地方検察庁特別捜査部は、カジノを含む統合型リゾートの汚職に絡み贈賄側の被告に偽証の見返りとして現金提供を申し込んだとして、秋元司衆院議員を組織犯罪処罰法違反（証人等買収）の疑いで再逮捕[458]。9月9日に同罪で起訴し、同日、別の贈賄側の被告に対する証人等買収の疑いで再逮捕[459]。
  -  ボリビア司法省は、未成年者にみだらな行為に及んだとして、エボ・モラレス前大統領を強姦と人身売買の罪で訴追[460]。
- 21日 -  対立してきたリビア暫定政府と代表議会は、停戦し全国規模の選挙を近く実施することを発表[461]。
- 23日 -  ケリーアン・コンウェイ米大統領顧問が8月末での退任を発表[462]。
- 24日 -  共和党全国大会はドナルド・トランプ大統領、マイク・ペンス副大統領を正副大統領候補に正式指名[463]。
- 25日
  - 神奈川県警察は、市民の個人情報を不正に持ち出し自らの選挙活動に利用したとして、平塚市議を市個人情報保護条例違反の疑いで書類送検[464]。
  -  シリアのバッシャール・アル＝アサド大統領は、フセイン・アルヌース首相代行に組閣を要請[465]。
- 26日 -  COVID-19を巡る規制措置に違反したと批判されていたフィル・ホーガン（英語版）通商担当欧州委員が辞任[466]。
- 28日
  - 安倍晋三内閣総理大臣は持病の再発を理由に辞意を表明。新総裁選出までは職務を継続する方針[467]。
  - 宮城県多賀城市の菊地健次郎市長は、健康上の不安を理由に辞意を表明[468]。
- 29日
  -  大韓民国の与党「共に民主党」は代表選を実施し、李洛淵前国務総理を選出[469]。
  -  南オセチアのエリック・プカエフ（英語版）首相が辞任。アナトリー・ビビロフ大統領はゲンナジー・ベコエフ（英語版）副首相を首相代行に任命[470]。
- 30日
  -  モンテネグロ議会総選挙（英語版）を執行。与党・モンテネグロ社会主義者民主党が30議席で第1党を維持も退潮、親セルビア右派政党連合・モンテネグロの未来のために（英語版）が27議席と拮抗。与野党の両陣営が勝利を宣言する事態に[471]。
  - 大分県日出町長選挙を執行し、現職の本田博文が元日出町副町長の今宮礼二、結婚相談所長の清水博木を破り、2選[472]。
- 31日 -  レバノンのミシェル・アウン大統領は、新首相にムスタファ・アディブ（英語版）駐ドイツ大使を指名[473]。

### 9月
- 1日
  -  チェコの議員、プラハのズデニェク・フジブ市長、企業関係者などからなる代表団を率いて台湾訪問中のミロシュ・ビストルチルチェコ上院議長は中華民国立法院で演説。「民主主義国家の一致団結」をテーマにして、革命や市民運動を経て独裁主義を打破し、民主化を実現したチェコと台湾の共通点を述べて連帯感を示した。ドイツ訪問中の中国の王毅外交部長は「『一つの中国』原則への挑戦だ」「一線を越えた」と猛反発した[474][475]。
  -  モナコの国務大臣（首相格）にピエール・ダルトゥ就任[476]。
- 2日
  -  チュニジア国民議会がヒシェーム・マシーシー（英語版）政権を承認[477]。
  -  ソロモン諸島マライタ州のダニエル・スイダニ州長は、昨年の台湾との国交断絶に反発し、独立を問う住民投票を実施する意向を表明[478]。
  -  タイ王国のプリディー・ダオチャーイ（タイ語版）財務大臣が健康上の問題を理由に辞任[479]。
- 3日
  - 8月28日の大阪府議会に続き大阪市議会でも大阪都構想の協定書を大阪維新の会と公明党の賛成多数で承認し、2度目の住民投票の実施が決定[480]。
  -  ジャマイカ総選挙（英語版）を執行。与党・ジャマイカ労働党が49議席で圧勝、中道左派の野党・人民国家党は14議席[481]。
- 4日
  -  アメリカ合衆国のホワイトハウスでドナルド・トランプ大統領、セルビアのアレクサンダル・ヴチッチ大統領、コソボのアブドゥッラー・ホティ（英語版）首相が3者会談を挙行し、セルビアとコソボの経済関係の正常化に向けた文書の署名式を開いた。コソボはイスラエルと国交を樹立し、セルビアは在イスラエル大使館をエルサレムに移す方針も表明[482]。
  -  ベルギーの国王フィリップは、新政権樹立に向けて、フラームス自由民主党首エグバート・ラシェール（フランス語版）と社会党・別党首コナー・ルソー（オランダ語版）の二人を組閣準備者(préformateurs)に指定[483]。21日に二人は辞任を申し出るが、国王は拒否[484]。23日に最終報告書を提出し退任[485]。
- 10日 - 立憲民主党・国民民主党の合流新党の代表選出・党名決定選挙を執行。新党名は立憲民主党、新代表には枝野幸男を選出[486]。
- 11日
  - 国民民主党は立憲民主党との合流に伴い解党し、立憲民主党と合流する党と合流しない議員による新「国民民主党」に分党。同日、新「国民民主党」の参加議員は玉木雄一郎の代表就任を決定[487][488]。
  -  アメリカ合衆国のトランプ大統領、イスラエルのネタニヤフ首相、バーレーンのハマド国王が電話で3者会談を挙行。バーレーンはイスラエルとの国交正常化に合意した[489][490]。
  -  ペルー共和国議会はマルティン・ビスカラ大統領に対する弾劾手続き開始を賛成65、反対36、棄権24票で可決[491]。
- 13日 -  リビアのトブルク政府首相アブドゥッラー・アッ＝スィニー（英語版）が辞任[492]。
- 14日 - 2020年自由民主党総裁選挙が行われ、菅義偉が新総裁に選出[493]。
- 15日
  -  アメリカ合衆国のホワイトハウスでイスラエルのネタニヤフ首相がアラブ首長国連邦とバーレーンとの間で国交正常化の合意文書に署名した[494]。
  -  バルバドスは2021年11月までに君主制を廃止し共和制に移行すると発表[495]。
- 16日
  - 第202回国会（臨時会）召集。
  - 第4次安倍第2次改造内閣が午前に行われた臨時閣議により総辞職。その後衆議院本会議と参議院本会議で行われた内閣総理大臣指名選挙において自民党の菅義偉総裁が指名された[496]。同日夜に菅義偉内閣が発足[497]。
  -  リビア暫定政府のファイズ・サラージ大統領評議会議長が10月末までに辞任すると表明[498]。
- 17日
  - 参院会派「国民民主党・新緑風会」参院議員会長選挙告示。小林正夫参院議員以外に立候補者が出なかったため、18日の議員総会で小林の会長就任を承認[499]。
  -  ソマリアのモハメド・アブドゥライ・モハメド大統領は、新首相にモハメド・フセイン・ローブルを指名[500]。23日、議会が全会一致で承認し正式に就任[501]。
- 18日
  - 第202回国会会期末[502]。
  -  ペルー共和国議会はマルティン・ビスカラ大統領に対する弾劾決議を賛成32、反対78、棄権15票で否決[503]。
- 20日 -  21日にかけて、イタリアで上下両院の定数を945議席から600議席へと削減する憲法改正案の是非を問う国民投票（英語版）を執行。賛成票が7割に達し改正案を可決[504]。次回選挙より上院は315から200、下院は630から400議席へ変更される[505]。
- 21日 -  マリ共和国国民救済委員長（首班格）のアシミ・ゴイタ大佐は、25日に発足する暫定政権の大統領にバ・ヌダウ元国防大臣を指名、自らは暫定副大統領に就任することを決定[506][507]。
- 23日
  -  ベラルーシのアレクサンドル・ルカシェンコ大統領が就任式を事前予告なしに実施[508]。
  -  ベルギー国王フィリップは、シャルルロワ市長ポール・マニェット（英語版）と財務大臣アレクサンダー・デ・クローを組閣担当者（英語版）に任命[485]。
- 24日
  - 長崎県波佐見町議会は、3年間に町の職員2人が官製談合容疑で逮捕されたことで町行政への信頼が失墜したとして、一瀬政太町長に対する問責決議案を全会一致で可決[509]。
  -  パレスチナ自治政府の主流派ファタハとイスラム原理主義組織ハマースは、自治政府議長選と評議会選を6ヶ月以内に実施することで合意したと表明[510]。
- 25日
  - 新潟県三条市の国定勇人市長は、次期衆院選立候補に向けた準備のため辞職願を提出[511]。
  -  トーゴのコミ・セロム・クラス（英語版）首相が辞任[512]。28日、ヴィクトワール・トメガ・ドグベが新首相に就任[513]。
- 26日
  - 沖縄社会大衆党は、高良鉄美参院議員を全会一致で党委員長に選出[514]。
  -  レバノンの新首相に指名されていたムスタファ・アディブ（英語版）駐ドイツ大使が組閣を断念すると表明[515]。
- 27日
  - 公明党大会で山口那津男代表の再選を承認（7選）。幹事長に石井啓一、政務調査会長に竹内譲を据えた新執行部が発足[516]。
  -  アルメニア実効支配地域であるアルツァフ共和国をめぐってアルメニアとアゼルバイジャンが軍事衝突。アルメニアは全土に戒厳令を発令[517]。
  -  マリ共和国の暫定首相にモクタール・ウアンヌ（英語版）元外相を任命[518]。
  -  フランス上院選挙を執行。エマニュエル・マクロン大統領の共和国前進は議席を伸ばせず、共和党を中心とした野党連合が過半数を維持[519]。
- 28日
  - 浜松市議会は7つの行政区の再編の是非を問う採決を全員協議会で実施し、賛成38・反対4で「再編が必要」との結論が出た[520][521]。
  -  スペイン最高裁は、カタルーニャ自治州のキム・トーラ首相が中央選挙管理委員会の決定に従わなかったとして1年6カ月の公職追放、3万ユーロの罰金などを含む有罪判決を宣告し、トーラは失職。ペレ・アラゴネス（英語版）副首相が首相を代行へ[522][523]。
- 29日 -  クウェートのサバーハ・アル＝ハーリド・アッ＝サバーハ（英語版）首相は閣僚評議会を開催し、この日に薨去したサバーハ4世の後継のアミール（首長）にナワーフ・アル＝アフマド・アル＝ジャービル・アッ＝サバーハ皇太子を指名[524]、30日に国民議会にて宣誓し即位[525]。
- 30日 - 東京地方裁判所は、汚職に絡む証人買収事件で、組織犯罪処罰法違反（証人等買収）で追起訴された衆院議員の秋元司被告について、収賄の罪での保釈取り消しを決定[526]。

### 10月
- 1日
  - 参院会派「立憲民主・社民」議員会長選挙告示。水岡俊一議員以外に立候補者は出ず、翌2日の議員総会で会長就任を承認[527]。
  -  ベルギーのアレクサンダー・デ・クロー新首相率いる7党連立内閣が発足[528]。3日、下院は新内閣を賛成87、反対54、棄権7票で承認[529]。
- 3日 -  ヨルダンの国王アブドゥッラー2世は、オマル・アッ＝ラッザーズ（英語版）首相の辞意を受け入れ。11月10日の議会選挙を執行する後継首相を選出するまで首相職にとどまるよう要請[530]。
- 4日
  -  ニューカレドニアにて、フランスからの独立を問う2回目の住民投票を実施。独立反対が得票率53.3%で過半数となり独立を再び否決[531]。
  -  キルギス総選挙（英語版）を執行。議席獲得に必要な得票率7%に達したのは16政党中4政党のみで、統一（英語版）が46、私の故郷キルギスタン（英語版）が45、キルギスタン党（英語版）が16、統一キルギスタン（英語版）が13議席と割り振り。上位3政党がソーロンバイ・ジェーンベコフ大統領に近いことから野党勢力が選挙に不正があったと主張[532]。抗議デモ隊が議会議事堂や政府庁舎に突入し、6日には実刑判決を受け収監中のアルマズベク・アタンバエフ前大統領らを解放[533]（大規模な騒乱を組織したとして10日に再び拘束[534]）。同日、選挙管理委員会は選挙結果の無効を宣言（2020年キルギス反政府運動）[535]。
- 5日 -  セルビアのアレクサンダル・ヴチッチ大統領は、アナ・ブルナビッチ首相に引き続き続投し、組閣するよう要請[536]。
- 6日
  -  クウェートのサバーハ・アル＝ハーリド・アッ＝サバーハ（英語版）首相はナワーフ新首長に辞任表明。ナワーフは首相続投と年内の総選挙実施の準備を要請[537]。
  -  キルギスのクバトベク・ボロノフ（ロシア語版）首相が辞任、野党勢力は緊急会合で前日解放されたサディル・ジャパロフを首相代行に指名[538]。一部の野党勢力はこれを承認せず、青年実業家のティレック・トクトガジエフ(Tilek Toktogaziyev)を暫定首相に擁立[539][540]。9日、ジェーンベコフ大統領はボロノフの首相辞任に同意、全閣僚を含めた解任命令に署名[541]。
- 8日 -  モンテネグロのミロ・ジュカノヴィチ大統領はズドラヴコ・クリヴォカピッチに組閣を要請[542]。
- 9日 -  チェコ議会上院選挙（英語版）を10日にかけて執行。81議席のうち27議席を改選。10月2-3日の第1回目投票と合わせて、市長と無所属（英語版）が11議席、市民民主党が5議席、キリスト教民主同盟＝チェコスロバキア人民党が3議席[543]。
- 10日 -  キルギスのソーロンバイ・ジェーンベコフ大統領はアルマズベク・バトゥルベコフ（フランス語版）第一副首相を首相代行に指名[544]。一方で議会は、不在議員の委任状を含め定足数を満たす62人が集まり、サディル・ジャパロフ首相代行を満場一致で新首相に選出[545][546]。しかし法的な正当性に疑問符が投げかけられ、13日にジェーンベコフは議会に対し、ジャパロフを首相として承認する投票をやり直すよう要請[547]。
- 11日
  -  リトアニア議会選挙（英語版）の第1回目投票を執行[548]。
  -  北キプロス大統領選挙（英語版）を執行。エルシン・タタール首相が得票率32.4%で1位、現職のムスタファ・アクンジュが29.8%で2位。10月18日に決選投票を実施[549]。
  -  タジキスタン大統領選挙（英語版）を執行。現職のエモマリ・ラフモンが得票率90.92%で5選[550]。
- 15日
  - 山口県宇部市の久保田后子市長は、体調不良や骨折の治療で職務の継続が困難になったとして辞職願を提出[551]。
  -  キルギスのソーロンバイ・ジェーンベコフ大統領が辞任表明[552]。同日、本来大統領代行になるカナトベク・イサエフ（英語版）議会議長が就任を拒否したとして、サディル・ジャパロフ首相が大統領代行を兼任すると宣言[553]。翌16日、議会はジェーンベコフの辞任を承認し、イサエフが大統領代行権限を首相に譲ると表明、ジャパロフ首相が大統領代行を兼任[554]。
- 17日 -  ニュージーランド総選挙を執行。ジャシンダ・アーダーン首相が率いるニュージーランド労働党が64議席を獲得し単独過半数、ニュージーランド国民党が35、緑の党とACT党がそれぞれ10、マオリ党が1議席[555]。
- 18日
  - 愛知県岡崎市長選挙を執行。「コロナ対策として1人当たり5万円を配る」という公約を掲げた元衆議院議員の中根康浩が初当選[556][557]。
  -  ボリビア大統領選挙（英語版）を執行。ルイス・アルセ元経済・財務大臣が勝利宣言、中道のカルロス・メサ・ヒスベルト元大統領が敗北認める[558]。
  -  北キプロス大統領選挙（英語版）の決選投票を執行。エルシン・タタール首相が得票率51%で勝利、現職のムスタファ・アクンジュは48%[559]。
  -  ギニア大統領選挙（英語版）を執行。現職のアルファ・コンデが得票率59.49%で3選[560]。
- 19日 - 秘書だった男性の後頭部などを殴ったとして、新潟区検察庁は、自民党の石崎徹衆院議員を暴行罪で略式起訴[561]。石崎は22日に党に離党届を提出し、受理された[562]。26日付で新潟簡裁は石崎に罰金20万円の略式命令を出した[563]。
- 20日 - 無所属の川合孝典参院議員が国民民主党に入党[564]。
- 21日
  - 増子輝彦参院議員が会派「自由民主党・国民の声」に入会[565]。
  -  キルギスの選挙管理委員会は、やり直しの総選挙の投票を12月20日に行うと発表[566]。22日、選管は総選挙（英語版）の延期を発表[567]。
- 22日
  - 自民党の石破茂元幹事長は、9月の総裁選挙で最下位で敗北した責任を執り、自身が率いる派閥「水月会」の会長を辞任[568]。
  - 無所属の初鹿明博衆院議員が衆院に辞職願を提出 [569]。
  - 社会民主党が、常任幹事会で、立憲民主党に合流するための離党を容認する議案を11月14日に開く臨時党大会に諮ることを多数決で決めた[570]。
  -  レバノンのミシェル・アウン大統領は、新首相にサード・ハリーリー前首相を指名[571]。
  -  セルビア国民議会はイヴィツァ・ダチッチ（英語版）外相を議長に選出。ダチッチは外相を退任し、アナ・ブルナビッチ首相が外相代行を兼任[572]。ブルナビッチ首相は25日にニコラ・セラコヴィッチ（英語版）元司法相を新外相とすることを含む閣僚人事案を提示し[573]、セルビア議会は28日に賛成227、反対5で新内閣を承認[574]。
  -  キルギスの選挙管理委員会は、大統領選挙の投票を2021年1月10日に行うと発表[575]。
  -  24日にかけてセーシェル大統領選挙・議会総選挙（英語版）を執行。大統領選挙はワベル・ラムカラワンが得票率54.9%で当選、初の野党候補当選。現職のダニー・フォールは43.5%にとどまり落選（26日退任）。議会選挙は、セーシェル民主同盟（英語版）が25議席、統一セーシェルが10議席[576]。
- 23日
  - 国民民主党は、衆議院で立憲民主党などと組んでいた野党統一会派から離脱することを決定[577]。
  -  アメリカ合衆国のドナルド・トランプ大統領、イスラエルのベンヤミン・ネタニヤフ首相、スーダンのアブドゥルファッターハ・アブドッラフマーン・ブルハーン最高評議会議長が電話会談を行い、スーダンはイスラエルとの国交正常化で合意。また、米ホワイトハウスは合意に先立ちスーダンの「テロ支援国家」の指定を解除する方針を議会に通知したと発表[578]。
- 25日
  - 国会議員の後期補欠選挙、欠員なしの為実施なし。
  - 岡山県知事選挙を執行。現職の伊原木隆太が3選[579]。
  - 富山県知事選挙を執行。新田八朗が初当選[580]。
  -  チリの新憲法制定是非を問う国民投票（英語版）を執行。新憲法制定の是非は賛成が多数、新憲法の起草は選ばれた市民で構成する協議会に任せる案が多数に[581]。
  -  リトアニア議会選挙（英語版）の決選投票を執行。保守の野党・祖国同盟が50議席を獲得。与党の農民・緑の同盟は議席数を大きく減らし、32議席にとどまった[582]。
- 26日
  - 第203回国会（臨時会）召集[583]。
  - 衆議院本会議で初鹿明博議員の辞職を許可[584]。
- 28日
  -  セネガルのマッキー・サル大統領が全閣僚を解任[585]。
  -  タンザニア大統領選挙・議会総選挙（英語版）を執行。大統領選挙は現職のジョン・マグフリが得票率84%で圧勝、野党・民主進歩党のトゥンドゥ・リス（英語版）候補は13%。野党は選挙に不正があったと非難[586]。ザンジバル大統領にはフセイン・ムウィニー（英語版）が得票率76.27%で当選（11月2日就任）[587]。
- 29日
  -  大韓民国大法院は、収賄などの罪に問われた李明博元大統領の上告を棄却し、懲役17年、罰金130億ウォン、追徴金約57億8千万ウォンの実刑判決が確定[588]。
  -  リビア国家最高評議会は、暫定政府のファイズ・サラージ大統領評議会議長に対し、後任決定まで続投するよう要請[589]。翌30日、サラージは10月末までの辞任を撤回[590]。
- 31日
  -  ジョージア国会議員選挙（英語版）を執行。ジョージアの夢＝民主ジョージアが比例代表120議席中61議席を獲得し勝利宣言[591]。野党は選挙結果を認めないと反発[592]。
  -  コートジボワール大統領選挙（英語版）を執行、野党は現職のアラサン・ワタラの3選出馬は憲法違反だとしてボイコットを表明。11月3日、選挙管理委員会はワタラが得票率94.27%で当選したと発表、野党陣営は前日に独自の暫定政権を発足させることを表明[593]。

### 11月
- 1日
  - 大阪市を廃止し特別区を設置することについての投票を執行。反対派が多数となり否決、松井一郎大阪市長は2023年の任期満了を持って政界から引退すると表明[594]。5日には、大阪維新の会の代表についても辞任を表明[595]。
  - 青森市長選挙を執行。現職の小野寺晃彦が再選[596]。
  -  モルドバ大統領選挙（英語版）を執行。第1回目投票はマイア・サンドゥ前首相が得票率36.10%で1位、現職のイゴル・ドドンが32.66%で2位となり、この二人が15日の決選投票に進出[597]。
  -  アルジェリアで憲法改正案の是非を問う国民投票（英語版）を執行。賛成が約67%で承認。表現の自由の保護や少数派言語への配慮、大統領任期の制限などが盛り込まれた[598]。
- 3日
  -  大韓民国の洪楠基企画財政部長官（兼経済副首相）が、与党・共に民主党との対立で自らの主張がことごとく退けられたことから文在寅大統領に辞表を提出。文は受理せず慰留[599]。
  -  アメリカ合衆国大統領選挙の一般投票を実施。7日、アメリカの報道機関がジョー・バイデン前副大統領の当選確実を報道[600]。ドナルド・トランプ大統領は郵便投票に不正があると主張し、一部の州における開票の一時中断や再集計を求め提訴[601]。
  -  アメリカ合衆国上院議員選挙（100議席中35議席改選）・下院議員選挙（全435議席改選）を執行[602][603]。下院選では民主党が過半数獲得確実、上院選では非改選議席も含めば両党の勢力が拮抗[604]。
  -  パラオ大統領選挙（英語版）の決選投票を執行。スランゲル・ウィップス・ジュニア元上院議員が得票率57.4%で当選。レイモンド・オイロー（英語版）副大統領は42.6%[605]。
- 5日
  - 初鹿明博の議員辞職に伴い、衆議院比例東京ブロックにて立憲民主党の松尾明弘が繰り上げ当選[606][607]。
  -  コソボのハシム・サチ大統領は、コソボ紛争時の戦争犯罪を裁く特別法廷で自身への訴追が確定したことを受け辞任。ヴィヨサ・オスマニ議会議長が大統領代行に就任[608]。
  -  セントビンセント・グレナディーン総選挙（英語版）を執行。与党・統一労働党（英語版）が9議席、新民主党（英語版）が6議席を獲得[609]。
- 7日
  -  ポルトガル領アゾレス諸島のペドロ・マヌエル・ドス・レイス・アルヴェス・カタリーノ（ポルトガル語版）共和国代表は、自治政府主席にホセ・マヌエル・ボリエイロ(José Manuel Bolieiro)を指名[610]。
  -  北キプロス・トルコ共和国のエルシン・タタール大統領は、ハムザ・エルサン・サナー（トルコ語版）に組閣を要請[611]。21日、サナーが組閣を断念し、タタール大統領はトゥファン・エルヒュルマン（英語版）前首相に組閣を要請[612]。
- 8日
  - 愛知県豊橋市長選挙を執行。元愛知県議会議員の浅井由崇が初当選[613]。
  - 新潟県三条市長選挙を執行。新人で弁護士の滝沢亮が初当選[614]。
  - 東京都荒川区長選挙を執行。現職の西川太一郎が5選[615]。
  -  マルタ騎士団国務評議会は、マルコ・ルザゴ（英語版）を1年間の暫定総長に選出[616]。
  -  ミャンマー総選挙を執行。与党・国民民主連盟(NLD)が独自集計で過半数を確保し勝利したと宣言[617]。
- 9日
  -  アメリカ合衆国のドナルド・トランプ大統領は、マーク・エスパー国防長官を解任。国家テロ対策センター所長のクリストファー・ C・ミラーを代行に任命[618]。10日には、ジェームズ・アンダーソン（英語版）国防次官代行（政策担当）、ジョセフ・カーナン（英語版）国防次官（情報担当）らも辞任[619]。
  -  ペルー共和国議会は、マルティン・ビスカラ大統領の罷免を可決。10日、憲法規定によりマヌエル・メリーノ（英語版）議会議長が大統領に就任[620]。
- 10日
  -  2020年ナゴルノ・カラバフ紛争がアゼルバイジャン優勢のまま停戦。アルメニアとアゼルバイジャンはロシアとともに完全な停戦に合意し、ロシアのプーチン大統領、アルメニアのパシニャン首相、アゼルバイジャンのアリエフ大統領が午前0時に完全な停戦およびアゼルバイジャン領土の段階的回復を宣言する文書に署名したと発表。同日、アルメニアの停戦反対派はエレバンにある国会などの政府庁舎を占拠[621][622]。
  -  ヨルダン総選挙（英語版）を執行。当選者の大半は無所属、イスラム行動戦線が8議席を獲得。女性当選者は女性枠の15議員にとどまる。投票率29.9%[623]。
- 11日
  -  バーレーンで半世紀に渡り首相を務めてきたハリーファ・ビン・サルマーン・アール・ハリーファ王子が死去し、ハマド・ビン・イーサ・アール・ハリーファ国王は同日、王太子で第1副首相のサルマーン・ビン・ハマド・アール・ハリーファを新首相に任命[624]。
  -  ベリーズ国民議会選挙（英語版）を執行。野党・人民統一党（英語版）が26議席を獲得し政権交代。与党・統一民主党（英語版）が5議席にとどまり惨敗。12日、ジョニー・ブリセーニョが新首相に就任[625]。
  -  中国全国人民代表大会常務委員会は、「香港独立」を支持したり、外国に香港への介入を求めたりした香港立法会の議員は資格を剥奪するとの決定を採択。これを受けて香港政府は同日、民主派議員4人について、議員資格を剥奪。他の民主派議員15人は抗議のために集団辞職を発表[626]。
- 14日
  - 社会民主党は臨時党大会を開き、希望する党員・地方組織の立憲民主党への合流を認める議案を賛成多数で可決。国会議員4人のうち福島瑞穂党首を除く3人が離党する見通し[627]。
  -  キルギスのサディル・ジャパロフ大統領代行が、大統領選挙に立候補する準備のため大統領代行を辞任し、兼任している首相職についても自ら職務停止。議会議長のタラント・マミトフ（英語版）が大統領代行に、第1副首相のアルテム・ノビコフ（英語版）が首相代行に就任[628]。
- 15日
  - 栃木県知事選挙を執行。現職の福田富一が5選[629]。
  - 宇都宮市長選挙を執行。現職の佐藤栄一が5選[630]。
  - 新潟県柏崎市長選挙を執行。現職の桜井雅浩が再選[631]。
  -  モルドバ大統領選挙（英語版）決選投票を執行。マイア・サンドゥ前首相が得票率57%で当選、現職のイゴル・ドドンが43%にとどまり落選[632]。
  -  ペルーのマヌエル・メリーノ（英語版）大統領の就任に対する抗議デモが収まらず死傷者が出たことを受け、ペルー共和国議会が16日までの辞任を要求。メリーノは直後に辞任を表明[633]、議会は翌16日にフランシスコ・サガスティ議員を議長に選出、17日に大統領に就任[634]。
- 17日 -  アメリカ合衆国のドナルド・トランプ大統領は、大統領選挙で不正が行われたというトランプの主張を否定したサイバーセキュリティ・社会基盤安全保障庁のクリス・クレブス（英語版）長官を解任[635]。
- 18日
  - 第25回参議院議員通常選挙（2019年執行）に於ける“いわゆる一票の格差”訴訟についてこの日、最高裁判所大法廷（裁判長：大谷直人長官）は「違憲の問題となるような不平等状態ではない」として合憲とする判決を下した[636]。
  -  タイ議会は7件の憲法改正案のうち2件を承認。国王の役割を見直す議論につながる案は否決[637]。
- 20日 -  ボスニア・ヘルツェゴビナ大統領評議会議長がセルビア人代表のミロラド・ドディクに交代[638]。
- 21日
  - 大阪維新の会代表選挙を執行。吉村洋文大阪府知事を新代表に選出[639]。
  -  ジョージア国会議員選挙（英語版）の第2回目投票を執行。野党勢力が選挙をボイコットしたため、ジョージアの夢＝民主ジョージアが残り17議席を全て獲得。全体で150議席のうち合計90議席を獲得[640]。
- 22日 -  ブルキナファソ議会選挙・大統領選挙（英語版）を執行。大統領選挙は現職のロック・マルク・クリスチャン・カボレが得票率57.87％で再選[641]。議会選挙は、与党・進歩のための国民運動（英語版）が127議席のうち56、民主主義進歩会議（英語版）が20、民主主義の新時代（英語版）が13、進歩と変化のための連合が12議席を獲得[642]。
- 25日 -  インドネシア汚職撲滅委員会は、ロブスターの幼生の輸出を巡る汚職に関与したとしてエディ・プラボウォ海洋水産大臣を逮捕。同日、エディは辞任を表明[643]。
- 27日 -  パプアニューギニア最高裁は、ジェームズ・マラペ首相の選出時に議会が正当な手続きを踏まなかったというベルデン・ナマ（英語版）元副首相の主張を却下[644]。
- 28日 -  イスラム協力機構事務局長にチャドのヒセイン・ブラヒム・タハ（英語版）前外相を選出。2021年11月17日就任予定[645]。
- 29日
  - 鹿児島市長選挙を執行。無所属新人の下鶴隆央元鹿児島県議が初当選[646]。
  - 北海道上富良野町で上富良野町長選挙を執行し、無所属で新人の斉藤繁が初当選[647]。
- 30日 -  大韓民国光州地裁は、光州事件の証言者に対する名誉毀損の罪で、全斗煥元大統領に懲役8カ月執行猶予2年を言い渡した[648]。

### 12月
- 3日
  - 青森県警察は、西目屋村の関和典村長を官製談合防止法違反容疑で逮捕[649]。24日には別の入札での官製談合で再逮捕[650]。
  -  北キプロス・トルコ共和国のトゥファン・エルヒュルマン（英語版）前首相は組閣断念をエルシン・タタール大統領に表明[651]。タタール大統領は7日、11月に組閣を断念したハムザ・エルサン・サナー（トルコ語版）に対し再び組閣を要請[652]。9日、タタール大統領はサナーの閣僚人事を承認し新政権が発足[653]。
- 4日 - 参議院憲法審査会は、3年近く実質審議が行われていないことに反発した日本維新の会が提出した林芳正審査会長の不信任動議を、与党や立憲民主党などの反対多数で否決[654]。
- 5日
  - 第203回国会（臨時会）会期末[655]。
  -  クウェート総選挙（英語版）を執行。50議席のうち24議席は反政府の議員が占める結果に。手続きに従い6日に内閣が総辞職し[656]、ナワーフ首長は8日にサバーハ（英語版）を首相に再任[657]。
- 6日
  - 京都府宇治市市長選挙を執行。新人の松村淳子が初当選[658]。
  - 群馬県草津町で、「町長室で黒岩信忠町長からの性被害を受けた」という主張を含む電子書籍を配信した新井祥子町議に対する解職請求（リコール）の賛否を問う住民投票を執行（草津町虚偽告発事件）。「賛成」2542票、「反対」208票で過半数が賛成し、新井町議は失職することになった[659][660]。
  -  ベネズエラ総選挙（英語版）を執行。全国選挙評議会は、統一社会党が全議席の9割に当たる253議席を獲得したと発表。野党連合は不正が予想されるとしてボイコットしている[661]。
  -  ルーマニア総選挙（英語版）を執行。社会民主党が約30％、国民自由党が約25％、ルーマニア救出同盟・自由統一連帯党（英語版）が約15％、ルーマニア統一同盟（英語版）が約9％を獲得[662]。選挙結果を受け7日にルドビク・オルバン首相が辞任し、ニコラエ・チウカ国防相が首相代行に任命[663]。
- 7日
  -  インドネシア汚職撲滅委員会は、新型コロナウイルス対策の配給事業で業者から現金を受け取ったとして、ジュリアリ・バトゥバラ社会大臣を収賄容疑で逮捕[664]。
  -  ガーナ議会選挙・大統領選挙（英語版）を執行。大統領選挙は現職のナナ・アクフォ＝アドが得票率51.6％で再選。対立候補で前大統領のジョン・ドラマニ・マハマは47.4％で落選、選挙に不正があったと主張[665]。
- 9日 -  スイス連邦議会は、2021年度の連邦参事会議長（大統領）にギー・パルムラン副議長を、副議長（副大統領）にイニャツィオ・カシスを選出[666]。
- 10日
  - 石川県警察は、市役所内で正当な理由なく金属バットを持ち歩いたとして、七尾市議の男を県迷惑防止条例違反の疑いで現行犯逮捕。市議は逮捕直前、市議会議長と面会し、議会運営の不満を訴えていたという[667]。
  -  レバノン司法当局は、ベイルート港爆発事故をめぐり、必要な措置を取らずに危険物を放置したとして、ハッサン・ディアブ暫定首相や過去の担当閣僚らを訴追[668]。
  -  アメリカ合衆国のドナルド・トランプ大統領は、モロッコとイスラエルが国交正常化で合意したと発表。アメリカは見返りとして、西サハラに対するモロッコの主権を承認[669]。
- 12日 -  イスラエルとブータンが国交を樹立[670]。
- 14日
  -  2020年アメリカ合衆国大統領選挙は選挙人による投票を執行し、民主党候補のジョー・バイデン前副大統領が過半数の306票を獲得し当選が確定[671]。
  -  アメリカ合衆国のウィリアム・P・バー司法長官が12月23日付で辞任すると発表。ジェフリー・A・ローゼン（英語版）司法副長官が代理に就任へ[672]。
- 15日
  - ソマリア政府が、ケニアとの断交を発表[673]。
- 16日
  - 入院先の病院の看護師に暴行してけがをさせたとして、島根県警察は、雲南市長の原仁史を傷害容疑で逮捕[674]。原市長は21日に辞職願を提出し、翌22日の市議会本会議において同日付での辞職に同意された[675]。
  -  大韓民国の秋美愛法務部長官は、政権の疑惑捜査を進める尹錫悦検事総長に対する停職2カ月の処分の決定を文在寅大統領に報告し、辞意を表明[676]。
- 17日 - 自由民主党の水月会（石破派）は、石破茂前会長の後任を置かず、鴨下一郎ら衆院議員4人の世話人による集団指導体制とすることを決定[677]。
- 18日
  - 国民民主党代表選挙を執行、現職の玉木雄一郎代表が再選[678]。
  -  前ハリスコ州知事のアリストテレス・サンドヴァル（英語版）が銃撃され、搬送先の病院で死亡[679]。
  -  イエメン暫定政府と南部分離独立派組織「南部暫定評議会」が新内閣を組閣[680]。
- 20日 -  ネパールのビドヤ・デビ・バンダリ大統領は、K.P.シャルマ・オリ首相の進言を受けて下院を解散し、2021年4月30日と5月10日に総選挙（英語版）を実施すると発表[681]。
- 21日
  - NHKから国民を守る党は「NHKから自国民を守る党」に党名を変更[682]。
  - 11月執行の栃木県知事選挙で違法な文書を配布したなどとして、栃木県警察は、宇都宮市議会議長の桜井啓一や当選した福田富一知事の次男で同市議の福田陽ら6人を、公職選挙法違反（法定外文書頒布・事前運動）の疑いで書類送検[683]。
  -  コソボ最高裁判所は、6月3日にコソボ議会がアブドゥッラー・ホティ（英語版）政権を承認した投票の無効を宣言、大統領に再投票実施を要請[684]。
- 22日
  - 衆議院議員（北海道第2区選出）で、第63代農林水産大臣を務めた自由民主党の吉川貴盛が自身の体調不良を理由にこの日、衆議院議長の大島理森に対して議員辞職願を提出、議長より即日辞職を許可された[685]。
  -  ルーマニアのクラウス・ヨハニス大統領は、フロリン・クツを首相候補に指名[686]。翌23日、議会にて賛成260票、反対186票を得て承認[687]。
- 23日
  -  イスラエル国会は期限までに予算案を可決できなかったため解散、2021年3月23日に総選挙実施へ[688]。
  -  モルドバのイオン・キク（ルーマニア語版、英語版）首相が辞任表明[689]。
- 24日
  - 東京地検特捜部は、桜を見る会前夜祭の収支計約3022万円を政治資金収支報告書に記載しなかったとして、安倍晋三前内閣総理大臣の公設第1秘書を政治資金規正法違反（不記載）で略式起訴。東京簡裁は秘書に罰金100万円の略式命令を出し、即日納付された[690]。
  - 社会民主党の吉田忠智幹事長と吉川元政策審議会長が離党し、立憲民主党に入党。社民党は後任の幹事長に服部良一元衆院議員を充てる人事を決めた[691][692]。
  -  イギリスとEUは、新たな自由貿易協定の締結などで合意[693]。
- 26日 -  中国全国人民代表大会常務委員会は、商務部長に王文濤、農業農村部長に唐仁健を任命することを決定[694]。
- 27日
  - 立憲民主党の羽田雄一郎参議院幹事長が新型コロナウイルス感染症のため死去。日本の現職国会議員では初[695]。
  -  ニジェール大統領選・議会総選挙（英語版）を執行。大統領選挙は暫定結果でモハメド・バズム元外相が得票率39.3％、マハマヌ・ウスマン元大統領が17％となり2021年2月21日の決選投票に進んだ[696]。
- 30日
  -  大韓民国の盧英敏大統領秘書室長ら大統領府高官3人が辞意を表明[697]。31日、文在寅大統領は後任の秘書室長に兪英民（朝鮮語版） 元科学技術情報通信部長官を任命[698]。
  -  ブルキナファソのロック・マルク・クリスチャン・カボレ大統領の2期目が開始。議会総選挙後の手続きに従いクリストフ・ジョセフ・マリー・ダビレ（英語版）内閣を総辞職させる[699]。
- 31日
  -  コンゴ民主共和国のフェリックス・チセケディ大統領は、新たに議会より過半数の支持を得られる内閣を樹立するための情報提供者(informateur)にモデステ・バハティ・ルクウェボを任命[700]。
  -  モルドバのイオン・キク（ルーマニア語版、英語版）首相はオルガ・セボタリ（ルーマニア語版）副首相が1月1日より首相代行を務めると発表したが[701]、マイア・サンドゥ大統領は1月1日よりアウレリウ・チョコイ（英語版）外相を首相代行に据えると発表した[702]。

## 死去

### 1月
- 1日
  - セリクボルスィン・アブディリディン： カザフスタン共産党元党首〈第一書記〉（* 1937年）[703]
  - 焦若愚（英語版）： 元北京市長（* 1915年）[704]
- 2日 - 三宅雪子：元衆議院議員【民主党、国民の生活が第一、生活の党所属】（* 1965年）[705]
- 5日 - アンリ・ジェルゲニア（英語版）： 第4代アブハジア首相（* 1941年）[706]
- 10日 - カーブース・ビン・サイード： ブーサイード家第14代君主、オマーン国王（* 1940年）[707]
- 13日 - H・L・リチャードソン： 元アメリカ上院議員（* 1925年）[708]
- 17日 - ラフシャン・エジェヴィト（英語版）： トルコ民主左派党初代党首（* 1923年） [709]
- 19日 - ブラゴベスト・センドフ（英語版）： 元ブルガリア国民議会議長（* 1932年）[710]
- 21日
  - ヘディ・バクーシュ（英語版）： 第6代チュニジア首相（* 1930年）[711]
  - テンギズ・シグア（英語版）： 第11代グルジア・ソビエト社会主義共和国閣僚会議議長、第2代グルジア首相（* 1930年）[712]
- 31日 - ヤネス・スタノウニク（英語版）： 元スロベニア人民共和国幹部会議長（* 1922年）[713]

### 2月
- 2日 - マイク・ムーア： 第34代ニュージーランド首相、元外相（* 1949年）[714]
- 3日 - ヴァレンティーナ・シェフチェンコ（英語版）： 元ウクライナ・ソビエト社会主義共和国最高会議議長（* 1935年） [715]
- 4日
  - ダニエル・アラップ・モイ： 第2代ケニア大統領（* 1924年）[716]
  - 岡部英男：元衆議院議員【自由民主党所属】（* 1928年） [717]
- 17日 - マリオ・ダ・グラサ・マシュンゴ： 初代モザンビーク首相（* 1940年）[718]
- 18日 - 小林恒人：元衆議院議員【日本社会党所属】（* 1938年）[719]
- 22日 - 高橋紀世子：元参議院議員【みどりの会議所属】（* 1942年）[720]
- 25日
  - ドミトリー・ヤゾフ： 元ソビエト連邦国防大臣（* 1924年）[721]
  - ホスニー・ムバーラク： 第2代エジプト・アラブ共和国大統領（* 1928年）[722]
- 26日 - ネジミエ・ホッジャ： 元アルバニア民主主義戦線議長、エンヴェル・ホッジャ夫人（* 1921年）[723]

### 3月
- 3日 - スタニスワフ・カニャ： 第5代ポーランド統一労働者党第一書記（* 1927年）[724]
- 4日 - ハビエル・ペレス・デ・クエヤル： 第5代国際連合事務総長、元ペルー首相、元外相（* 1920年）[725]
- 5日
  - ソロモン・ベレワ： 元シエラレオネ副大統領（* 1937年）[726]
  - ジャネット・フィッツシモンズ（英語版）： ニュージーランド緑の党創設者（* 1945年）[727]
- 7日
  - 渡辺文雄：公選11-14代栃木県知事（* 1929年）[728]
  - ファーテメ・ラフバル（英語版）： イラン国会議員（* 1964年）
- 9日
  - 古賀俊昭：東京都議会議員【自由民主党所属】（* 1947年）[729]
  - モハンマド・レザー・ラーチャイマニ（英語版）： 元イラン国会議員（* 1952年）
- 12日 - ジョバンニ・バティスタ・ラビーノ（イタリア語版）： 元イタリア上院議員、元下院議員（* 1931年）[730]
- 13日 - 李承潤： 元大韓民国副総理兼企画財政院長官（* 1931年）[731]
- 16日 - ニコラ・アルフォンシ（英語版）： 元フランス上院議員（* 1936年）[732]
- 17日
  - エドワルド・リモノフ： ロシア国家ボリシェヴィキ党創設者（* 1943年）[733]
  - マヌエル・セリフォ・ナマジョ（英語版）： 元ギニアビサウ暫定大統領（* 1958年）[734]
- 21日
  - 加戸守行：公選第14-16代愛媛県知事（* 1934年）[735]
  - ビセンテ・カプデビラ（スペイン語版）： 元スペイン下院議員、元カタルーニャ自治州議会議員（* 1936年）[736]
- 23日
  - アルベルト・アルバシーノ： 元イタリア下院議員（* 1930年）[737]
  - ホセ・フォルガド： 元スペイン下院議員（* 1944年）[738]
- 27日 - ハーミド・カルイ（英語版）： 第7代チュニジア首相（* 1927年）[739]
- 28日
  - トム・コバーン（英語版）： 元米国下院議員、元上院議員（* 1948年）[740]
  - ロドルフォ・ゴンサレス・リソット（スペイン語版）： 元ウルグアイ国防大臣（* 1949年）[741]
- 30日
  - 郝柏村： 第13代中華民国行政院長（首相に相当）（* 1919年）[742]
  - マノリス・グレゾス（英語版）： 元ギリシャ国会議員、元欧州議会議員（* 1922年）[743]
  - ジョアキム・ヨンビ＝オパンゴ： 元コンゴ共和国国家元首、元首相（* 1939年）[744]
- 31日
  - アブドゥル＝ハリーム・ハッダーム（英語版）： 元シリア大統領代行、元副大統領、元外相（* 1932年）[745]
  - 中田武志：元倉敷市長（* 1933年?）[746]

### 4月
- 1日 - ヌル・ハッサン・フセイン： 第11代ソマリア首相（* 1937年）[747]
- 2日
  - オスカー・フィッシャー（英語版）： 元東ドイツ外務大臣（* 1923年）[748]
  - アストリッド・ヌックルビュ・ヘイベルグ（英語版）： 元国際赤十字赤新月社連盟会長（* 1936年）[749]
  - 森田次夫：元参議院議員【自由民主党所属】（* 1937年）[750]
- 4日 - ラファエル・レオナルド・カジェハス・ロメロ（英語版）： 元ホンジュラス大統領（* 1943年）[751]
- 5日 - マフムード・ジブリール： 元リビア暫定首相、元外相（* 1952年）[752]
- 7日 - 倉田寛之：元参議院議員【自由民主党所属】、第25代参議院議長、第48代自治大臣（* 1938年）[753]
- 8日 - ヴァレリウ・ムラヴシュ： 初代モルドバ首相（* 1949年）[754]
- 11日 - エデム・コジョ： トーゴの元首相、元外相、元アフリカ統一機構事務総長（* 1938年）[755]
- 12日 - 鄭元植（英語版、朝鮮語版）： 第23代大韓民国国務総理（首相）、元文教部長官、元大韓赤十字社総裁（* 1928年）[756]
- 13日 - フアン・コティーノ（スペイン語版）： 元バレンシア州議会議長（* 1950年）[757]
- 16日
  - ジェーン・ディー・ハル： 元アリゾナ州知事（* 1935年）[758]
  - 細江茂光：元岐阜市長（* 1948年）[759]
  - サンティアゴ・ランスエラ（スペイン語版）： 元アラゴン州首相（* 1948年）[760]
- 17日 - 岸本英雄：元佐賀県議会議員（* 1953年）[761]
- 18日 - ポール・オニール： 第72代アメリカ合衆国財務長官（* 1935年）[762]
- 20日 - ヘヘルソン・アルバレス（英語版）： 元フィリピン環境天然資源長官（* 1939年）[763]
- 21日
  - ライセニア・ガラセ： 第8代フィジー首相（* 1941年）[764]
  - 横内正明：元衆議院議員【自由民主党所属】、公選第16・17代山梨県知事（* 1942年）[765]
  - アブドッラヒーム・アル＝キーブ： 元リビア暫定首相（* 1950年） [766]
- 23日 - ノルベルト・ブリューム： 元ドイツ労働・社会問題大臣（* 1935年）[767]
- 25日 - 金正濂： 元大韓民国大統領府秘書室長、元財務部長官（* 1942年）[768]
- 26日 - ジュリエット・キエザ： 元欧州議会議員（* 1940年）[769]
- 27日 - ドラグティン・ゼレノヴィッチ（英語版）： 初代ユーゴスラビア社会主義連邦共和国内セルビア共和国首相（* 1928年）[770]
- 29日 - ジャコモ・ダッラ・トーレ・テンピオ・デ・サンギネット（英語版）： マルタ騎士団総長（* 1944年）[233]

### 5月
- 1日 - トゥン・ティン（英語版）： 第9代ビルマ首相（* 1920年）[771]
- 3日 - モハメッド・ベン・オマル（英語版）： ニジェール雇用・労働・社会保障大臣（* 1965年）[772]
- 4日 - フロイラン・テノリオ： 第4代北マリアナ諸島知事（* 1939年）[773]
- 8日 - テランス・シヌングルザ（英語版）： 元ブルンジ副大統領（* 1959年）[774]
- 12日 - シーサワット・ケーオブンパン： 第3代ラオス人民民主共和国首相（* 1928年）[775]
- 13日 - シャドリ・クリービー（英語版）： 第4代アラブ連盟事務局長（* 1925年）[776]
- 15日 - 李鵬飛（中国語版、英語版）： 自由党初代主席（* 1940年）[777]
- 16日
  - フリオ・アンギータ（スペイン語版）： 元スペイン共産党書記長（* 1941年）[778]
  - ホセイン・カーゼンプール・アルダビーリー： イランOPEC代表、元商務大臣（* 1952年）[779]
- 18日 - 加藤紀文：元参議院議員、元総務副大臣【自由民主党所属】（*1948年）[780]
- 20日
  - 塚本三郎：元衆議院議員【日本社会党・民主社会党・民社党所属】、第5代民社党委員長（* 1927年）[781]
  - ジャンフランコ・テレンツィ（英語版）： 元サンマリノ執政（* 1941年）[782]
  - スラポン・トーウィチャックチャイグンタイ（英語版）： 元タイ王国副首相・外務大臣（* 1953年）[783]
- 22日 - アナトリー・マトヴィエンコ（英語版）： 第12代クリミア自治共和国首相（* 1953年）[784]
- 23日 - ワレリー・ダビデンコ（ウクライナ語版）： 元ウクライナ国会議員（*1973年）[785]
- 25日 - 玄勝鍾（朝鮮語版）： 第24代大韓民国国務総理（* 1919年）[786]
- 27日 - 秦哲美：元埼玉県議会議員（* 1929年）[787]
- 28日 - クロード・ゴアスゲン（フランス語版）： フランス国民議会議員、元公共サービス担当大臣（* 1945年）[788]
- 29日
  - アブデラマン・ユースーフィ（英語版）： 第14代モロッコ首相（* 1924年）[789]
  - 三野優美：元衆議院議員【日本社会党所属】（* 1931年） [790]
  - クリストファー・ブロックルバンク＝ファウラー： 元イギリス下院議員（* 1934年）[791]
- 30日
  - ジョン・カワード（英語版）： 元ジャージー副総督（* 1937年）[792]
  - ヤオヴィ・アボイボ（英語版）： 第10代トーゴ首相（* 1943年）[793]
- 31日 - 大西孝典：元衆議院議員【民主党所属】（* 1956年）[794]

### 6月
- 6日
  - 寺前巌：元衆議院議員【日本共産党所属】（* 1926年）[795]
  - 許崑源（中国語版）： 高雄市議会議長（* 1957年）[796][797]
- 8日
  - 沈完求（朝鮮語版）： 元蔚山広域市長、元韓国国会議員（* 1938年）[798]
  - ピエール・ンクルンジザ： 第9代ブルンジ大統領（* 1964年）[296]
- 9日 - 金昌燮： 元朝鮮民主主義人民共和国国家保衛部政治局長（* 1946年）[799]
- 11日 - エマニュエル・イソゼ＝ンゴンデ： 第10代ガボン共和国首相（* 1961年）[800]
- 12日 - パーフェクト・ヤサイ・ジュニア： 元フィリピン外務大臣（* 1947年）[801]
- 16日
  - エドゥアルド・コファンコ・ジュニア（英語版）： 元フィリピン下院議員（* 1935年）[802]
  - エデン・パストラ： ニカラグアの革命家（* 1937年）[803]
- 18日
  - ユーレス・セドニー（英語版）： 元スリナム首相（* 1922年）[804]
  - ミハイル・イグナティエフ（英語版）： 第2代チュヴァシ共和国首長（* 1962年）[805]
- 21日
  - パスカル・クレモン： 元フランス法務大臣（* 1945年）[806]
  - ボロトベク・シェルニヤゾフ： 元キルギス内務大臣（* 1959年）[807]
- 27日 - ベレイド・アブデサラーム（英語版）： 第7代アルジェリア首相（* 1928年）[808]
- 28日 - 申紀蘭： 中国全国人民代表大会代表（* 1929年）[809]

### 7月
- 1日 - エマニュエル・ラコトヴァヒニー（英語版）： 元マダガスカル首相（* 1938年）[810]
- 2日 - 邱創煥（中国語版）： 元台湾省主席（* 1925年）[811]
- 5日
  - 石原健太郎：元衆議院議員、元参議院議員【新自由クラブ、自由民主党、自由党、民主党所属】（* 1937年）[812]
  - バレンティン・ブラソフ（ロシア語版）： 元アルハンゲリスク市長、元アルハンゲリスク州知事代行、元カラチャイ・チェルケス共和国首長代行（* 1946年）[813]
- 8日 - アマドゥ・ゴン・クリバリ（英語版）： 第11代コートジボワール首相（* 1959年）[814]
- 10日
  - 白善燁： 元韓国交通部長官（* 1920年）[815]
  - ミロシュ・ヤケシュ： 第6代チェコスロバキア共産党書記長（* 1922年）[816]
  - 朴元淳： ソウル特別市長（* 1956年。9日に失踪、10日に遺体発見）[368]
- 11日 - ハッサン・アブシル・ファラ： 第8代ソマリア首相（* 1945年）[817]
- 12日（報道日） - モハメド・アブディ・ハシ： 第3代プントランド大統領（生年不明）[818]
- 14日 - トケ・タランギ： 第6代ニウエ首相（* 1951年）[819]
- 17日
  - ジョン・ルイス： アメリカ下院議員（* 1941年）[820]
  - ムーサ・ベンハマディ（フランス語版）： 元アルジェリア通信大臣（* 1953年）[821]
- 19日
  - セイドゥ・ジャラ： 第4・6代コートジボワール首相（* 1933年）[822]
  - スルターン・ハーシム・アフマド・アッ＝ターイー： 元イラク国防大臣（* 1944年）[823]
  - ニコライ・タナーエフ： 第8代キルギス首相（* 1945年）[824]
- 24日
  - ベンジャミン・ウィリアム・ムカパ： 第3代タンザニア大統領、元外相（* 1938年）[825]
  - ニーナ・アンドレーエワ（ロシア語版）： ロシア全連邦共産党ボリシェヴィキ書記長（* 1938年）[826]
- 26日
  - ハンス＝ヨッヘン・フォーゲル： 元西ベルリン市長、元ドイツ社会民主党党首（* 1926年）[827]
  - 菊池長右ェ門：元岩手県宮古市長、元衆議院議員【民主党などに所属】（* 1934年）[828]
  - 穂積良行：元衆議院議員【自由民主党所属】（* 1935年）[829]
  - フランシスコ・フルートス（英語版）： 第9代スペイン共産党書記長（* 1939年）[830]
- 27日 - オーウェン・アーサー（英語版）： 第6代バルバドス首相（* 1949年）[831]
- 28日 - ジゼル・アリミ： 元フランス国民議会議員（* 1927年）[832]
- 30日
  - 李登輝： 第4代中華民国総統、第7代中華民国副総統、第7代中国国民党主席（* 1923年）[833]
  - 4代目旭堂南陵：元参議院議員【日本社会党所属】（* 1949年）[834]

### 8月
- 3日 - ジョン・ヒューム： 1998年ノーベル平和賞受賞者、元社会民主労働党党首（* 1937年）[835]
- 4日 - ナザール・ナジャリアン： レバノン・ファランヘ党書記長（* 1937年）[836]
- 6日 - ブレント・スコウクロフト： 第9代・17代アメリカ国家安全保障問題担当大統領補佐官（* 1925年）[837]
- 7日 - レ・カ・フュー： 第5代ベトナム共産党書記長（* 1931年）[838]
- 8日
  - 望月幸明：公選第9-11代山梨県知事（* 1924年）[839]
  - アルフレド・リム（英語版）： 元マニラ市長（* 1929年）[840]
- 11日 - 須藤甚一郎：東京都目黒区議会議員（* 1939年）[841]
- 13日 - イサーム・エル＝エリヤーン： 元エジプト自由公正党副党首（* 1954年）[842]
- 14日 - ジェームズ・R・トンプソン（英語版）： 元イリノイ州知事（* 1936年）[843]
- 20日 - ブランコ・コスティッチ（英語版）： 元ユーゴスラビア内モンテネグロ大統領、ユーゴスラビア大統領代行（* 1939年）[844]
- 23日 - 渡部恒三：元衆議院議員【自由民主党、新生党、新進党、民主党所属】、第60・61代衆議院副議長（* 1932年）[845]
- 24日 - パスカル・リスバ： 元コンゴ共和国大統領、元首相（* 1931年）[846]
- 25日 - ダーク・マッジ（英語版）： 南西アフリカ（現 ナミビア）の元国民統一暫定政府（英語版）議長、元閣僚評議会議長（* 1928年）[847]
- 26日 - 菱田嘉明：元京都府八幡市長、元衆議院議員【自由民主党所属】（* 1943年）[848]
- 29日 - 安宅敬祐：第29・30代岡山県岡山市長（* 1942年）[849]
- 30日 - プラナブ・ムカルジー： 第13代インド大統領、元外相（* 1937年）[850]

### 9月
- 4日 - ジョー・ウィリアムス（英語版）： 第7代クック諸島首相（* 1934年）[851]
- 7日 - アブドルカーデル・バージャンマール： 第5代イエメン首相、元外相（* 1946年）[852]
- 10日 - 村上正邦：第57代労働大臣、元参議院議員【自由民主党所属】（* 1932年）[853]
- 15日
  - ムーサ・トラオレ： 第2代マリ共和国大統領（* 1936年）[854]
  - モムチロ・クライシュニク（英語版）： 元スルプスカ共和国国民議会議長（* 1945年）[855]
- 18日 - ジョン・ターナー： 第23代カナダ首相（* 1929年）[856]
- 27日 - ヴォルフガング・クレメント： 元ドイツ経済・労働大臣、元ノルトライン＝ヴェストファーレン州首相（* 1940年）[857]
- 29日 - サバーハ・アル＝アフマド・アル＝ジャービル・アッ＝サバーハ： 第15代クウェート首長、第5代首相（* 1929年）[858]
- 30日 - アリ・ボゼル（英語版）： 元トルコ副首相（首相代行）、元外相（* 1925年）[859]

### 10月
- 8日 - アリ・カリフ・ガライド： 第7代ソマリア首相、チャツモ国大統領（* 1941年）[860]
- 12日 - リトクワ・トメイン：  第4代マーシャル諸島大統領（* 1939年）[861]
- 14日 - クニオ・ナカムラ：  第6代パラオ大統領（* 1943年） [862]
- 18日 - ルネ・フェルバー（英語版）：  スイスの元連邦参事会メンバー、元連邦大統領（* 1933年） [863]
- 25日 - 阿部正俊：元参議院議員（* 1942年）【自由民主党所属】[864]
- 26日
  - 伊藤郁男：元参議院議員【民社党所属】（* 1930年）[865]
  - イッザト・イブラーヒーム： 元イラク革命指導評議会副議長（* 1942年）[866]
- 30日 - メスト・ユルマズ： 第48・53・55代トルコ首相（* 1947年）[867]

### 11月
- 1日 - ニコライ・マクシュータ： 元ロシア連邦・ヴォルゴグラード州知事（* 1947年） [868]
- 2日 - アーメド・ララーキー（英語版）： 元モロッコ首相、外相（* 1931年）[869]
- 6日 - ジム・マルライ（英語版）： 第10代クック諸島首相（* 1947年）[870]
- 10日
  - アマドゥ・トゥマニ・トゥーレ： 第4代マリ共和国大統領（* 1948年）[871]
  - サエブ・アリカット（英語版）： パレスチナ解放機構事務局長（* 1955年）[872]
- 11日 - ハリーファ・ビン・サルマーン・アール・ハリーファ： バーレーン首相（* 1935年）[873]
- 12日
  - レオニード・ポタポフ： 第2代ブリヤート共和国最高会議議長、初代ブリヤート共和国大統領（* 1935年）[874]
  - ジェリー・ローリングス： 第8・10代ガーナ国家元首、第四共和政初代大統領（* 1947年）[875]
- 14日 - ハサン・ムラトヴィッチ（英語版）： 第4代ボスニア・ヘルツェゴビナ首相（* 1940年）[876]
- 16日
  - 桂信雄：元札幌市長（* 1930年）[877]
  - ワリード・アル＝ムアッリム： シリアの副首相、外相（* 1941年）[878]
- 18日 - ウマル・アルテ・ガリブ： 第6代ソマリア首相、元外相（* 1930年）[879]
- 22日 - シディ・モハメド・ウルド・シェイク・アブダライ： 第3代モーリタニア大統領（* 1938年）[880]
- 23日
  - デイヴィッド・ディンキンズ： 第106代ニューヨーク市長（* 1927年）[881]
  - ヴィクトル・ジミン（英語版）： 元ハカス共和国政府議長（* 1962年）[882]
- 24日 - タンジャ・ママドゥ： 第5代ニジェール大統領（* 1938年）[883]
- 26日
  - サーディク・アル＝マフディー（英語版）： 第6・13代スーダン首相（* 1935年）[884]
  - テヴィタ・モモエドヌ（英語版）： 第7代フィジー首相（* 1946年）[885]
- 29日 - 浜四津敏子：元参議院議員【公明党・新進党所属】、第29代環境庁長官、元公明党代表代行（* 1945年）[886]
- 30日 - 鳥居一雄：元衆議院議員【公明党、新進党所属】（* 1937年）[887]

### 12月
- 2日
  - ヴァレリー・ジスカール・デスタン： 第20代フランス共和国大統領（* 1926年） [888]
  - ザファルッラー・カーン・ジャマーリー： 第16代パキスタン首相（* 1944年） [889]
- 4日
  - ソヘイラ・スィッディーキー： アフガニスタン元保健大臣（* 1949年）[890]
  - アレクサンドル・ニコラエヴィチ・ミハイロフ： 第3代クルスク州知事（* 1951年） [891]
- 5日 - 徐守盛： 元湖南省党委書記、元湖南省省長、元甘粛省省長（* 1953年）[892]
- 6日 - タバレ・バスケス： 第39・41代ウルグアイ大統領（* 1940年） [893]
- 7日 - 有馬朗人：元参議院議員【自由民主党所属】、第125代文部大臣、第58代科学技術庁長官（* 1930年）[894]
- 8日
  - 目片信：元滋賀県大津市長、元衆議院議員【自由民主党所属】（* 1941年）[895]
  - エフゲニー・シャポシニコフ： 元ソビエト連邦国防大臣（* 1942年）[896]
- 9日 - ヴャチェスラフ・ケヴィッチ（英語版）： 元ベラルーシ閣僚評議会議長（首相格）（* 1936年） [897]
- 12日 - フィクレ・セラシエ・ウォグデレス（英語版）： 初代エチオピア人民民主共和国首相（* 1940年もしくは1941年？）[898][899]
- 13日 - アンブロセ・マンドゥロ・ドラミニ： エスワティニ首相（* 1968年）[900]
- 15日 - サウファトゥ・ソポアンガ： 第9代ツバル首相（* 1952年）[901]
- 16日 - フラヴィオ・コッティ（英語版）： スイスの政治家、元連邦大統領、元ティチーノ州大統領、元外相（* 1939年）[902]
- 17日 - ピエール・ブヨヤ： 第3・7代ブルンジ大統領、初代国民救済軍事委員会議長（* 1949年）[903]
- 18日
  - ホセ・ビセンテ・ランゲル（英語版）： 元ベネズエラ副大統領（* 1929年）[904]
  - オスカー・リバス（英語版）： 初・3代アンドラ首相（* 1936年）[905]
  - マイケル・ジェフリー： 第24代オーストラリア総督、第28代西オーストラリア州総督（* 1937年）[906]
  - アリストテレス・サンドヴァル（英語版）： 前ハリスコ州知事（* 1974年）[679]
- 19日 - メケレ・モラウタ（英語版）： 第10代パプアニューギニア首相（* 1946年）[907]
- 22日 - ムハンマド・ムスタファー・メロ（英語版）： 元シリア首相（* 1941年）[908]
- 24日 - ジョン・クレモナ（英語版）： 元マルタ共和国大統領代行、同国憲法起草者（* 1918年）[909]
- 27日 - 羽田雄一郎：参議院議員、第17代国土交通大臣【立憲民主党所属】（* 1967年）[910]